# ミニシアター

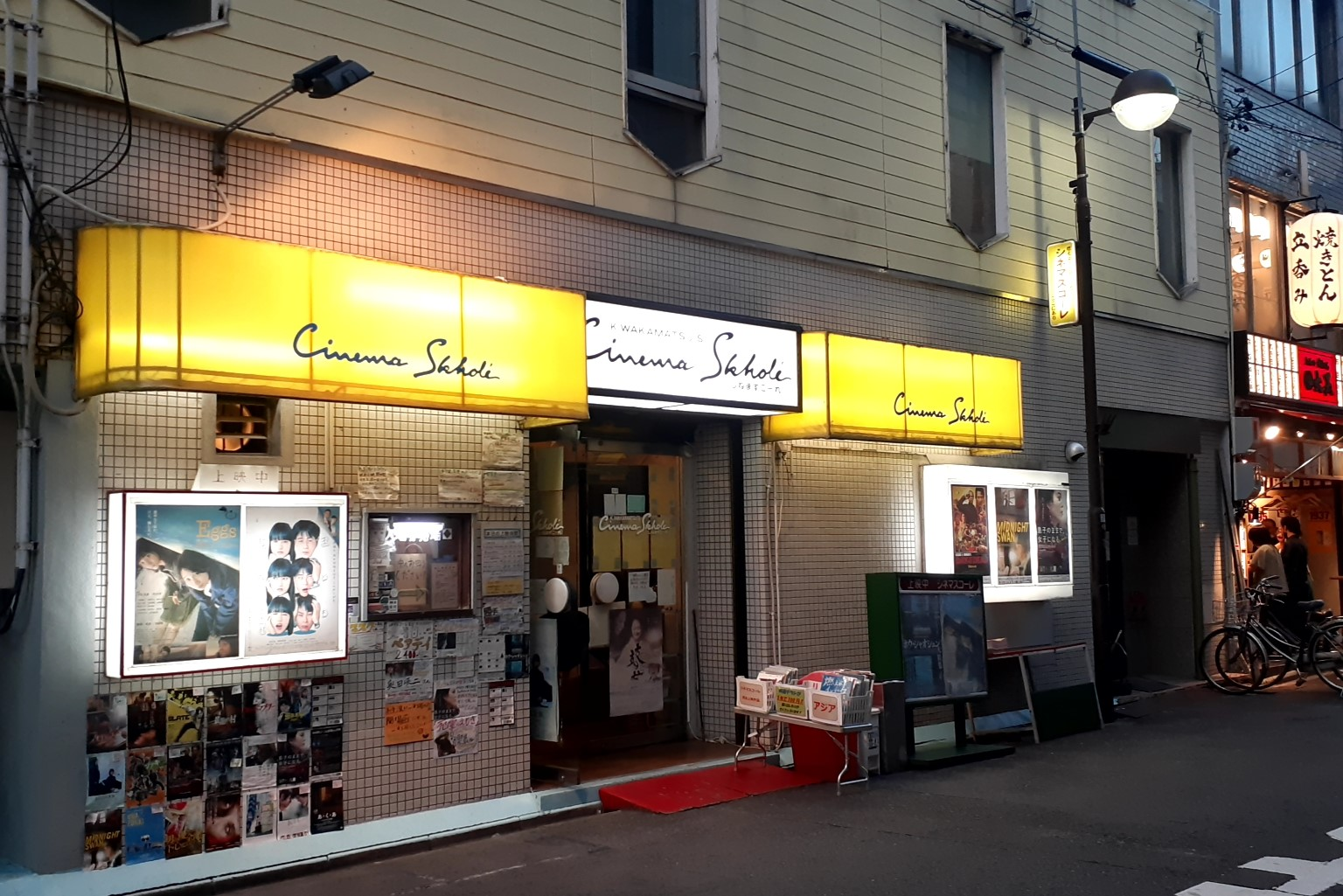
シネマスコーレ（愛知県名古屋市）

ミニシアター（mini theater）は、日本の映画館のうち、ブロックブッキングによる大手映画会社の直接の影響下にない独立的な施設を指す和製英語である。単館ないしは数館による公開を前提とした作品や、旧作及びロードショーによる上映が終了した新作によって番組編成を行う映画館のことを示す。
地域おこしや文化的な市民運動として開館・運営される場合は「コミュニティシネマ」と呼ばれることもある。各地のミニシアターで組織するコミュニティシネマセンターによると、2024年（令和6年）時点で全国に142館ある。
先駆けになったのは、東京の神田神保町で1968年（昭和43年）に開館した岩波ホール（2022年閉館）とされ、1980年代頃からミニシアターと呼ばれるようになった。1980年代から2000年代にかけて、東京の渋谷を中心にミニシアターブームが起こり、各劇場が個性的な作品の数々を上映し、文化の発信基地として、多くの若者から絶大なる支持を集めた。

## 概説
直訳すれば「小劇場」という意味であるが、キャパシティの小さい映画館のことを指すものでも、大人数が収容できるロードショー館を小さくした劇場という意味でもない。たとえばミニシアターとされる、東京の池袋にあるシネマ・ロサは193席と、中規模シネマコンプレックス（シネコン）に匹敵する。
上映作品という観点では、劇場側が独自の判断基準で上映作品を選ぶため、映画館によって好みや特徴が現れ、映画館自体に固定のファンが付くことも珍しくない。別の映画館で既に封切られた作品や過去の名作を上映する名画座とは異なり、映画館が独自に選んだ封切作品、或いは日本未公開作品などを掛ける。当然アメリカ合衆国などで大ヒットする等、日本でもヒットが期待される映画は大手洋画配給会社が輸入するため、それから零れ落ちたような小品、海外アート系作品を掛ける役割を担う。ミニシアターという呼称が定着する以前は「アートシアター」と呼ばれた時代もあった。
『映画上映活動年鑑2021』（一般社団法人コミュニティシネマセンター発行）によれば、新型コロナ禍渦中の2021年には、日本国内に3,687スクリーンが存在し、そのうちの88％にあたる3,249スクリーンをシネコンが占めていた。それ以外の映画館は438スクリーンで全体の約12％、ミニシアターはそのうちの240スクリーン、全体の割合から言えば、約6.5%。しかし、映画館数では、全国に596館の映画館が存在するなかで、シネコンが360館、それ以外が236館。そのうち136館がミニシアターにあたる。施設の規模に関しては、かつて一般的には300席以下の劇場とされていたが、今日では50席から200席程度の劇場まで様々であり、これはシネコンの1スクリーンあたりの客席数と比べてみても必ずしも「小さい」とは言えず、元々、「大きい」「小さい」の基準は曖昧であるため、ミニシアターを「小さい映画館」とは直訳できない。また2019年に日本で公開された映画作品1,292本のうち、約70％の作品をミニシアターが上映しており、518本（約40％）の作品はミニシアターのみで上映された。これは、ミニシアターの存在がなければ、約半数の映画が上映の場所を失うということで、こうした映画館の活動こそが日本国内における映画の多様性を確保している。諸外国においては、独立系の映画館を助成する制度が設けられるなど、映画の上映振興を担う公的機関がある。日本のミニシアターのように公的な支援をほとんど受けずに、100館を超えるミニシアターが大都市のみならず中小都市にも存在しているケースは、例外的なものとされる。
大手のシネコンでは上映されないようなマイナーかつ低予算な作品が上映されることが多く、そのためアート性、ドキュメンタリー性の強い作品や、デビューしたばかりの映画監督や俳優の作品が観られることも多い。確実に客入りが見込める作品がほとんどの大手シネコンと違い、ミニシアターは小規模であるが各館が作品を発掘・厳選して独自性を打ち出しており、各館には固定ファンも付いている。ただし、SNS時代になりミニシアター系映画の中でも先鋭的な作品が数多くヒットするようになると、大手シネコンでもミニシアター枠の上映を設けることが増え、ミニシアターも苦境に立たされている。
ミニシアターから口コミで人気が広まり大ヒット作となった例もあり、監督や俳優にとっては登竜門的な側面もある。音楽家など、普段は映画業界以外で活動する者が副業的に作った作品などもミニシアター限定で上映されることがある。
北海道函館市のシネマアイリスが、同地出身の小説家佐藤泰志の作品を相次ぎ映画化したように、ミニシアター自体が映画を生み出した例もある。

## 歴史
前段階としてアート系映画を製作・配給した東宝の100％出資会社・日本アート・シアター・ギルド（ATG）の活動があり、岩波ホールの総支配人だった高野悦子と、彼女を支えた東宝東和の川喜多かしこが、1974年にエキプ・ド・シネマ（フランス語で「映画の仲間」の意）をスタート。岩波ホールは元々文化ホールだったが、1970年代半ばから映画専門の劇場になり、ロードショー公開されない世界中の良作を上映する運動を始めた。1970年後半に公開した『家族の肖像』や『旅芸人の記録』が興行的にも成功して、後のミニシアター誕生の一つのきっかけになった。岩波ホールは岩波書店という背景があり、社会運動体としての意義があった。
これに先立つ1973年（昭和48年）11月に三越が日本橋本店の南館内に名画座の三越映画劇場第一号館を作り、以降チェーン化され、全国複数の三越店舗内にミニシアターが建設された。三越映画劇場は東映社長の岡田茂が、同姓同名で仲の良かった三越社長の岡田茂に建設を提案したもので、東映の岡田は『キネマ旬報』1972年10月上旬号のインタビューで「私はミニ・シアター・システムを考えている。映画館のない都市、盛り場に八十坪でも百坪でもいいからミニ・シアターを作るんだ。もちろん映写はオートマチック。失われた映画館の復活だ。これをチェーン化してやればいい。独立プロの連中が苦しんでいるのは興行部門がないからなんだ。だからこそミニ・シアター・チェーンの意味も出てくるのだ」と話すなど、当時の複数の文献で「ミニ・シアター・チェーン」構想を述べており、実際に東映でも1979年4月に東映シネマサーキット (TCC) という「ミニ・シアター・チェーン」を発足させている。
『報知新聞』1974年3月2日付に「ミニ映画館 "サロン風" で好評 デパートの新商法流行か」という見出しでミニシアターを取り上げた記事が載り、本文には「ミニシアター」と「ミニ映画館」という言葉が混在している。内容は前述の1973年11月にオープンした三越映画劇場が人気を集めていることを取り上げ、ロビーにはシャンデリアが輝き、場内は絨毯から内装までラベンダー一色、観客はリクライニングを倒してゆっくりと映画を楽しむ、トイレにも化粧品セットが置かれてまるでサロンにいるような気分、サラリーマンは「女房と子供は買物中で、これだけの設備なら500円（入場料）でも安い」と話したなどと紹介し、欧米でも大劇場を細分化したミニシアター運動が盛んで、作る映画も特定客層を狙ったミニ向きの作品が増えていると論じている。全興連は「大劇場が年々減少している反面、全国の主要都市ではミニ劇場が次々に誕生しています」、三越は「デパートのイメージアップという当初の目的は達成しています。いずれ北海道から九州まで全国14支店にミニ劇場チェーンを作りたい」、西友ストアーは「これからは単に商品を売るだけの企業は滅びます。ウチでもマンモス団地などには銀行やミニシアターを組み込んだアメリカ並みのショッピングセンターを作っていきたい」と映画に色気を見せた。外国の芸能界に詳しい松山善三監督は「外国では大きなスーパーや団地には必ず映画館がある（中略）経営者にもミニ化で人件費などの経費]安上がりに抑えられるメリットがある」などと述べた。『キネマ旬報』の白井佳夫編集長は「大劇場主義に合わない欧米の秀作も増えている。いずれデッカイ映画館に依存する映画界と、映画以外の企業が押し進めるミニシアター運動は激しく対立するだろうが、世界的に見てもミニ化は避けられないだろう。盛り場の地図も大きく塗り替えられると思う」などと述べている。三越映画劇場は名画座のため、「ミニシアター」という言葉の初出の頃は、「ミニシアター」はアート系作品を掛けるという意味合いはなかったものと考えられる。
1974年に開館した本駒込の三百人劇場も通常は演劇を上演する劇場ながら、1976年にフランス映画社配給で『恐るべき子供たち』と『新学期・操行ゼロ』の二本立て上映が成功し、その後も『鬼火』などを掛け、舞台の公演と並行して不定期で映画が掛けられた。このように本来映画専用スペースではない岩波ホールや三百人劇場のように演劇専用の劇場がアート映画を時折掛けることは70年代からあった。『アトミック・カフェ』の日本初公開は下北沢のスズナリであった。
1970年代から1980年代にかけて興行的に厳しいと判断された洋画は、埼玉県大宮市（現さいたま市）や神奈川県藤沢市あたりでスプラッシュ公開された。スプラッシュ公開とは通常のロードショー上映ではなく、地方ロードショー館で二本立ての新作映画上映を指し、『センチメンタル・アドベンチャー』や『エクスプロラーズ』は日本ではこの方式で上映された。また『明日に処刑を…』なども大手洋画チェーンで4年遅れで公開され、当時は人目に触れるまま映画館から消えていた。特にヨーロッパ映画は1970年後半から、海外で高い評価を受けたとしても日本で売りにくそうな作品は入って来なくなった。ニコラス・ローグの『赤い影』は今日では名作として有名だが、日本での上映は11年後である。こうした不遇な洋画環境を何とか改善したいと当時の映画人の夢が結実したのが、1981年12月11日に開館したシネマスクエアとうきゅうであった。読売新聞夕刊1982年2月6日付の「小劇場『シネマスクエアとうきゅう』、人気上々、固定ファン増える」というタイトルの記事に「全国に先駆けた単館ロードショー館」という記述が載る。
企業による初のミニシアターは、シネマスクエアとうきゅうである。岩波ホールが岩波書店という出版社の個性を引き継ぎ、文化ホールのイメージが強かったことに対して、シネマスクエアとうきゅうは企業が作り上げた最初の商業的な小劇場で、当初から映画館として設定された初の単館系劇場であった。シネマスクエアとうきゅうが開館した1981年に先行して4月に六本木の演劇用の俳優座で夜の10時のみレイトショーを行う俳優座シネマテンが、9月に渋谷パルコ・スペース3が開館していたが、どちらも映画館として設計された場所ではなかった。「小劇場」が「ミニシアター」という総称に変わり、やがて定着していく。
自身が設立に関与した原正人は「ミニシアターの先駆は何と言ってもシネマスクエアとうきゅうですよ」「岩波ホールが成功していて、高野悦子さんにはとても敬意を払っていたんですが、それとはちょっと違うものにしたいと思いました…その店に来れば何かおいしいものを食べさせてもらえる。そういう映画館にしたと思ったわけです。当時、大きな映画の宣伝はどんどんエスカレートしていて、その究極が角川映画だったわけですが、インディペンデント会社が何かやるとしたら、その逆しかない。それで劇場の個性を売りにしようと考えたわけです」「70年代に『ぴあ』が創刊され、あらゆる情報を平等化して観客が選ぶ時代にも恵まれました。それまで映画宣伝はパワーで作品を押し付ける時代でした」「シネマスクエアとうきゅうにならう形で、続々と単館ロードショウの劇場が都内に増えていきました。それらは『ミニシアター』と呼ばれ、西友系のシネセゾンが、1983年にシネヴィヴァン六本木、翌年キネカ大森、翌々年にシネセゾン渋谷、そして1986年に銀座テアトル西友をオープンさせたのを始め、1986年にはシネマライズ渋谷が、1987年にはシネスイッチ銀座、日比谷のシャンテシネ、1989年には渋谷のBunkamuraル・シネマと次々に個性的な劇場が誕生し、80年代はまさにミニシアター・ラッシュでした」などと述べている。シネマスクエアとうきゅうを建設したのは、当時東急レクリエーション社長を兼ねていた岡田茂東映社長で、「大いにやってみろ！」と後押ししたという。「シネマスクエアとうきゅう」の命名も岡田。シネマスクエアとうきゅうのオープニング上映は『ジェラシー』だったが、試写会では絶賛されても興行的には厳しいと見なされ、買い付けしたヘラルド・エースも営業に励んだが、一年上映が決まらずようやくシネマスクエアとうきゅうでの上映が決まったものだった。劇場に掛ける映画は原がほとんど選んだが、海外に買い付けに行ったのではなく、各洋画配給会社の倉庫に眠っていた作品を探してきた物だった。当時は数々のお宝映画が倉庫に眠っていた。『デストラップ 死の罠』『デュエリスト/決闘者』『天国の日々』『ドレッサー』『モスクワは涙を信じない』などは原が映画会社の倉庫から引っ張り出してきた物という。
原正人がミニシアターを発想したのは、意外なことにシネコンからだという。原は1981年10月、日本でもいずれシネコンの時代が来るだろうと、ビジネス上の付き合いがあった東映の鈴木常承取締役営業部長に話を持ち掛け、ヘラルド・エースの主催で32人の劇場関係者とジャーナリストを連れて、アメリカ、カナダ、ヨーロッパのシネコンを視察に回った。原としては、日本では劇場システム（大手が握る劇場チェーン）が大きすぎて、全国公開できるような作品でないと上映できず、小品でも良質な映画をたくさん上映できる方法はないか、と考えシネコンに期待していた。しかし日本では建築基準法の規制が厳しく、発想が早すぎたが、原は小さな劇場一館だけで上映できる環境が整えば、もっと多くの作品を日本に紹介できるし、採算も取れると考えたという。原は「ミニシアター・ラッシュの背景には、ビデオの普及という要素もありました。ちょうど80年代半ば頃から急速に拡大したビデオ市場のおかげで、映画の収入は劇場だけではなく、ビデオからも多くの収入が見込めるようになり、配給会社は単館ロードショウでも採算がとれるようになってきたのです。またテレビの深夜枠などで、そうした単館上映作品が放映されるようになったのも配給会社のバランスシートを助ける役目を果たしてくれました。90年代に入るとさらに市場は広がり、一館で1億円以上の興行収入を上げる作品が続々と現れるようになりました」などと述べている。ビデオの急速な普及で、ビデオ会社がビデオ化を見越して映画の買い付けに何割かの金を出すようになったといわれる。シネマスクエアとうきゅうが後続の劇場に与えた影響は大きく、女性の視点で作品を選ぶセンス。同館が意識して岩波ホールの逆をやったのが、豪華な椅子（7万円）と豪華なパンフレット。岩波ホールのパンフレットはモノクロだったが、シネマスクエアとうきゅうはカラー中心。ブロードウェイで配られる小冊子『プレイビル』と同じサイズにして女性のハンドバッグに入る大きさにした。変形版かつ金文字なども使って豪華な作りにしたため、定価500円に対して原価480円と儲けは出なかった。『ジェラシー』のポスターは、劇中でチラッと出てくるグスタフ・クリムトの『接吻』をフィーチャーしたが、クリムトは日本ではまだ知られていないどころか、映画宣伝マンも知らず、クリムトの画集を購入してその写真を引き伸ばして勝手にポスターに採用した。勿論無許可で当時は版権などはまだ考えなくてもいい時代だった。上映番組の選定委員はヨーロッパ映画に詳しい南俊子とアメリカ映画に詳しい河野基比古。映画評論家に作品選定を任せるのは仁義に反するが、敢えてやった。また大手映画会社では、不入り映画は容赦なく1ー2週間での打ち切りも珍しくなかったが、お客がガラガラでも最低4週間の上映を堅持し、最終日に一人でも入場出来ないお客がいれば、追加でレイトショーを実施した。他にも定員入れ替え制や、劇場内の食事持ち込み禁止、企業に広がりつつあった週休二日制をいち早く察知し、それまで土曜日初日が一般的だった封切初日を金曜日に、団体割引、学割の廃止などもシネマスクエアとうきゅうが最初とされる。シネマスクエアとうきゅうの成功を見て、様々な興行会社がミニシアターの運営に乗り出した。
1980年後半からは日本はバブル期に突入したため、その経済的な後押しもあり、新旧の海外アート系作品が次々に輸入された。当時は「東京は世界で最も多くの映画を観ることができる都市」とも評された。80年代から90年代にかけてミニシアター文化と呼べる大きな花が咲いた。

## 配給会社
先の原正人が洋画配給会社の倉庫に眠っていた作品を引っ張り出してきたというのは特殊な例で、ミニシアターに掛かる映画はミニシアターが直接海外に行って買い付けたのではなく、洋画配給会社と相談して決めるもので、ミニシアターと密接な関係にある場合や、ミニシアターを経営する会社が洋画配給会社というケースもある。代表的な会社に松竹富士、東宝東和、ヘラルド映画、ヘラルド・エース、フランス映画社、東京テアトル、セゾングループ、ギャガ、アップリンク、アルバトロス、ケイブルホーグ、セテラ・インターナショナルなどがある。このうち、松竹富士、東宝東和、東京テアトル、セゾングループ以外は、劇場チェーンを持っていないため、映画作品ごとにどの映画館に流すかを契約していくというフリー・ブッキング制になっており、これはミニシアターも同様。
1978年の角川映画『人間の証明』にチーフ助監督として参加した葛井克亮が、同作のニューヨーク（NY）ロケの後、そのままNYに移住。当地で知り合ったフラン・ルーベル・クズイと結婚し、スーザン・シーデルマンやジム・ジャームッシュら、NYのインディペンデント系の作家と知り合い、頼まれて1983年の『ワイルド・スタイル』を大映と日本で共同配給し、映画に出演したロック・ステディー・クルーを来日させ、日本にブレイクダンス（ブレイキン）を紹介した。当時アメリカでは音楽映画が流行っていたため、『ストップ・メイキング・センス』を日本の配給会社に売り込んだが「音楽映画は日本ではウケない」と断られ、やむなく夫婦で1985年「KUZUIエンタープライズ」を設立し、アメリカで上手くいったレイトショー方式で『ストップ・メイキング・センス』を日本で公開し、トレンディなイメージで成功させ、レイトショー方式を日本で定着させた。同社が新興会社であることから『ストップ・メイキング・センス』の日本での公開は難航を極め、同社スタッフが辛抱強く都内の劇場を説得してまわり、吉祥寺バウスシアターとミニシアターではない渋谷ジョイシネマと歌舞伎町シネマ2が話に乗ってくれレイトショーが実現した。またプロモーションに当たり、劇中、デヴィッド・バーンがだぶだぶのスーツを着て「ガールフレンド・イズ・ベター」を歌うシーンがハイライトになっていることから、衣装提供はしていなが、MENʼS BIGIにタイアップを要請し、成功させた。以降『バグダッド・カフェ』『ヘアスプレー』『レニングラード・カウボーイズ・ゴー・アメリカ』『ワイルド・アット・ハート』『バートン・フィンク』『愛の風景』『トリコロール』などを買い付け、日本のミニシアターで公開し成功を収めた。葛井克亮は日本に於けるヒップホップとミニシアター文化に大きな貢献を残した。

## 功績
1980年代に入ると大都市を中心に多くのミニシアターが開館した。1981年開館の俳優座シネマテン、1982年ユーロスペース、1983年シネヴィヴァン六本木など、毎年のようにミニシアターがオープンし、新しい映画文化を生み出した。ミニシアター建設に最も精力的だったのが西武流通グループ（後のセゾングループ）で、1983年シネヴィヴァン六本木、1985年シネセゾン渋谷、キネカ大森、1987年銀座テアトル西友などをオープンさせ、映画業界に新風を吹き込んだ。世界的な傾向でもあったが、1970年代後半からはたいていの国でもアメリカ映画一強で、日本でもそれ以外はよっぽどの映画賞を獲らない限り、日本で公開されることはめっきり減っていったが、ミニシアターではさまざまな国籍の洋画が次々と公開されるようになった。配給側も女性客を当て込むことを考えるようになった。ミニシアターでの上映によってブームとなったり、出演俳優や監督が人気を得たりするケースも多い。元々、アンドレイ・タルコフスキーの監督作は大半がミニシアターでの封切。1980年代中盤にヌーヴェルヴァーグの作品群や『緑の光線』『眺めのいい部屋』『ニュー・シネマ・パラダイス』『ベルリン・天使の詩』などのヨーロッパ映画が上映され、ミニシアターブームと呼ばれる現象が生まれた。これらは『STUDIO VOICE』『Cut』などの雑誌がミニシアター系映画を大きく取り上げた影響も大きく、ミニシアターブームは映画館やレコードショップ、雑誌などが一緒になって盛り上げたサブカルチャーでもあった。
1990年代にミニシアターが情報の発信基地だったことを印象付けるのがリチャード・レスター監督の1965年『ザ・ナック』のリバイバル上映である。同作は1966年に日本公開されたものの、主演俳優が日本では人気が出ず、当時はほとんど話題にならなかったが、のちにピチカート・ファイヴの小西康陽とザ・コレクターズの加藤ひさしが自分たちで上映権を買い、1991年にシネヴィヴァン六本木でレイトショー上映され、約4カ月のロングラン大ヒットした。これをきっかけに『茂みの中の欲望』や『ジョアンナ』『唇からナイフ』といった1960年代から1970年代の映画が次々にリバイバル公開された。

### 神田
岩波ホールはビルが神保町駅と一体化していたため、雨の日でも濡れずに行くことが出来た。映画は終わったら大型書店や古書店街も散策できる好環境。映画の常設館となった1974年から2020年まで半世紀近く、商業主義に流されず良質な映画を上映してきた。特に日本では上映がされてこなかった国々の作品を単館公開という形式で多く紹介し、その数は、66の国と地域の計274本にものぼる。流行の移り変わりが激しい渋谷にあったらここまで長く続けられなかっただろうといわれる。岩波ホールは1974年から「エキプ・ド・シネマ」という日本で上映されない世界の埋もれた名作を発掘するという趣旨（映画運動）があり、ミニシアターの特徴である「発掘精神」を最初に見せたという点で評価される。他のミニシアターとは違い、その年の上映作品と上映期間は事前に決っていて、お客が入ろうが入るまいが決られた期間内は上映を続ける。同館では『旅芸人の記録』を1975年に上映してテオ・アンゲロプロスを日本に紹介したり、フェデリコ・フェリーニやイングマール・ベルイマンの日本未公開作や『惑星ソラリス』『ルードウィヒ/神々の黄昏』『アギーレ/神の怒り』『自由の幻想』『芙蓉鎮』『宋家の三姉妹』（興行1位）、『山の郵便配達』（興行2位）、『ローザ・ルクセンブルク』や黒木和雄監督「戦争レクイエム三部作」などが上映された。"老い"をテーマにした『八月の鯨』は野口久光や淀川長治の後押しもあって繰り返し上映され、若者層だけでなく年配層にまでミニシアターブームを広げるきっかけを作った。同館歴代動員数3位で、世界中で日本だけでヒットした。アニエス・ヴァルダ作品を多数上映したため、高野悦子がヴァルダのフランスの自宅に招待されたという。

### 新宿
シネマスクエアとうきゅうが初めて手掛けた日本映画『さらば愛しき大地』は、地味すぎるとどこからも配給を断られた映画だったが、同劇場が救いの手を差しのべ、1982年（昭和57年）5月28日から10週間にわたって上映し、数々の映画賞にも輝いた。ヴェルナー・ヘルツォークはシネマスクエアとうきゅうで紹介されメジャーになった。1986年（昭和61年）にシネセゾン渋谷で公開された『蜘蛛女のキス』と1987年（昭和62年）にシネマスクエアとうきゅうで公開された『薔薇の名前』は本格的な本格的なミニシアターブームのきっかけになったともいわれる。

### 渋谷
渋谷のミニシアターの草分け的存在は、1985年（昭和60年）11月6日に開館したセゾングループのシネセゾンが経営するシネセゾン渋谷。同館は道玄坂の109隣のザ・プライム渋谷6階にあり、向かい側には現在は渋東シネタワーがある。同館では『蜘蛛女のキス』『ラヴ・ストリームス』『バベットの晩餐会』『さよなら子供たち』『ダメージ』『ワン・プラス・ワン』『ロック、ストック&トゥー・スモーキング・バレルズ』『鮫肌男と桃尻女』などが上映された。同館はリバイバル上映に特徴があり、90年代に上映された『ジュ・テーム・モワ・ノン・プリュ』、『黒い十人の女』がレイトショーの歴代動員1位と2位になった。『ジュ・テーム・モワ・ノン・プリュ』はこの上映時に『ジュ・テーム…』から原題にタイトルが変更された。またジェーン・バーキンではなく、セルジュ・ゲンスブール押しで宣伝が行われた。『黒い十人の女』はピチカート・ファイヴの小西康陽が京橋の東京国立近代美術館フィルムセンターの試写会で観て、同館に上映を提案した。同館は1989年（昭和64年／平成元年）から1991年（平成3年）までと1993年（平成5年）から1996年（平成8年）までの合計5年間は拡大系ロードショー劇場になったが、レイトショーでミニシアターの臭いを継続させ、1988年（昭和63年）に英語版で『グレート・ブルー』として公開された同作を1992年（平成4年）6月にフランス語版として48分追加し『グラン・ブルー』としてリバイバル上映した。同作は以降、都内の多くの劇場でロングランされた。リュック・ベッソンはこれで人気が確立し、『レオン』の完全版『レオン／完全版』は同館の歴代動員ナンバーワンになった。ドゥシャン・マカヴェイエフは当時の雑誌が"幻の監督"と盛んに取り上げ、同館と一体となって発掘に貢献した。
渋谷に登場したミニシアターの中で、とりわけ都市の先鋭性を象徴する劇場として注目されたのが1986年（昭和61年）開館のシネマライズ渋谷。渋谷PARCO前で、スペイン坂にも面した印象的な外観のRISEビルは渋谷のランドマーク的存在だった。同館は若者向けのポップな映画を多く上映し、CDショップと連動する形で渋谷の文化発信地として機能し、ミニシアターブームを牽引した。1986年に同館で公開された『蜘蛛女のキス』は、シネマスクエアとうきゅうで公開された『薔薇の名前』と共に本格的なミニシアターブームのきっかけになったともいわれる。同館が知名度を上げたのが、2本目の上映だった1986年7月12日公開の『ホテル・ニューハンプシャー』で、1987年（昭和62年）8月8日公開の『カラヴァッジオ』あたりから個性を獲得し、以降多くの新鋭を発掘した。1994年（平成6年）に上映した『カストラート』はカストラートの存在を世間に知らしめた。1995年（平成7年）に上映した『ムトゥ 踊るマハラジャ』は、インド映画ブームの火付け役となった。デイヴィッド・リンチは『エレファント・マン』（1981年日本公開）が出世作となったが、続く『デューン/砂の惑星』（1985年日本公開）で大失敗。しかし続く『ブルーベルベット』がシネマライズで1986年に公開され、ミニシアターブームの乗って見事に復活した。1987年には『バグダッド・カフェ』が17週、1989年（昭和64年／平成元年）の『コックと泥棒、その妻と愛人』が17週、1990年『ドラッグストア・カウボーイ』が13週上映のヒット。シネマライズは松竹の経営だったが、1991年（平成3年）に松竹と手を切り、独立系映画館として再スタート。新体制後の第1回が『ポイズン』。以降も『ポンヌフの恋人』（1992年、27週）、『野性の夜に』（1993年、20週）、『ロスト・チルドレン』（1995年、14週）、『天使の涙』（1995年、22週）などを上映。1996年に二館体制となり、『ファーゴ』（1996年、17週）などを掛けた。『レザボア・ドッグス』はスタッフがカンヌ国際映画祭での試写を観て、買い付けで同館で上映したが大コケしたという。1996年に33週、14万人動員で約2億3000万円の興収を挙げた『トレインスポッティング』はタワーレコードのPR誌『bounce』1996年11月号の表紙を飾るなど、当時の渋谷はタワーレコードやHMVなど輸入CDショップが多かったことから、映画と音楽とが連動させるプロモーションが行われた。当時の渋谷は荒れていたため、街の個性と映画の内容がシンクロし、よりリアリティを持った。同じユアン・マクレガー主演の『ベルベット・ゴールドマイン』（1998年）は、日本が世界中で一番ヒットした。2001年（平成13年）11月17日公開の『アメリ』は2000年代ミニシアターブームの代表作。公開前から多くのマスメディアで取り上げられ、SNSのなかった時代に口コミで熱狂を巻き起こし、初日は朝からスペイン坂の上から井ノ頭通りまで行列ができ、社会現象になった。その後ミニシアター系映画としては異例の全国拡大公開された。『アメリ』のポスターは海外版はヒロインの悪魔みたいな顔がフィーチャーされて日本ではウケないと判断され、雑誌『Olive』』のような小物感覚を出すポスターに作り替えた。オドレイ・トトゥが演じたアメリのファッションや髪形をマネする若者も多かった。この他、『ブエノスアイレス』（1997年・22週）、『ガンモ』（1997年）、『ラン・ローラ・ラン』（1998年・20週）、『π』（1998年・20週）、『ブエナ・ビスタ・ソシアル・クラブ』（1999年・25週）、『ピンポン』（2002年・16週）、『ブロークバック・マウンテン』（2005年・15週）などが上映され、『ロッキー・ホラー・ショー』のリバイバル上映なども話題を呼んだ。
シネマライズの向かい、パルコが経営するシネクイントは、1981年（昭和56年）に9月にパルコPart3が開館した際に「パルコ・スペース・パート3」として設けられた多目的ホールだった。ルキノ・ヴィスコンティ映画祭やグレタ・ガルボ映画祭など、時折、映画も上映していたが、映画の常設館にするために回りの説得に年月を要し、シネクイントとして映画の常設館になったのは1999年7月。同年7月3日のこけら落とし作品となった『バッファロー'66』が7か月34週、興収2億5000万円に及ぶロングランヒットとなり話題を呼んだ。監督・脚本・主演・音楽を兼ねるヴィンセント・ギャロを前面に押し出したプロモーションをやろうとしたら、ギャロがかなり難しい性格で苦労したが、パルコのTVCMにも引っ張り出すことにも成功し、アメリカではコケていた同作を大ヒットに持って行った。ギャロはトヨタ・セリカのCMにも出演した。劇中に使用されたキング・クリムゾンやイエスなどが収録されたサントラも渋谷の輸入レコード店で飛ぶように売れたという。1999年夏が渋谷のミニシアターの最盛期である。シネクイントでは他に『チューブ・テイルズ』『メメント』（シネクイント歴代興行第2位）、『ジョゼと虎と魚たち』『下妻物語』『スウィングガールズ』『トロイト・メタル・シティ』『嫌われ松子の一生』などがヒットした。「クリストファー・ノーランはシネクイントから出たんですよね」とよく言われるという。シネクイントの歴代興行ベストテンは半分邦画が占め、シネクイントは若者向きの邦画にも強いイメージがあった。シネマライズとシネクイントは2010年からパルコの映像事業部が番組のプログラミングをするようになり、劇場スタッフ間では熱が冷めたという。
先の渋谷の3館は宇田川町周辺だが、「渋谷駅の反対側」と表現されることが多い桜丘町にあったのがユーロスペース。ユーロスペースが映画だけを上映する常設館になったのは1985年6月からだが、その第1回作品はデヴィッド・クローネンバーグ監督のホラー映画『ヴィデオドローム』だった。同作はユニバーサルが内容が過激すぎるとして日本での上映を見送っていたが、ユーロスペースが公開し大ヒット。クローネンバーグはそれまで日本では一部のホラー映画ファンに人気のある風変わりな鬼才という位置付けだったが、日本の映画ファンにも広く知られるようになった。ただユーロスペースが全興連にも外国映画輸入配給協会にも加入していなかったために、公的には正式公開と見なされていないといわれる。以降も同館は独自のインディペンデント路線を歩み、よりマイナーで実験的な作風のものを上映した。レオス・カラックスはユーロスペースの堀越謙三代表がベルリン映画祭で才能をいち早く見抜き、日本に紹介した。ユーロスペースの名前を映画ファンに知らしめたのは1987年8月1日公開の『ゆきゆきて、神軍』。同作は「ミニシアター史上、最も危険な映画」とも言われ、右翼の妨害を恐れてどこも上映に尻込みした。上映中には騒動は起きなかったが、スタッフは覚悟を持って上映に挑み、また場内も異様な熱気があったといわれる。結局翌1987年（昭和62年）3月25日まで26週間の記録的ロングランを実施し、5万3000人を動員、ユーロスペースの歴代興行記録1位になった。ユーロスペースは今日でも「『神軍』のユーロですか」と言われるという。同じくユーロスペースが1993年（平成5年）に上映した『友だちのうちはどこ?』はイラン映画ブームを興した。
道玄坂のBunkamura内にあったのがル・シネマ1、ル・シネマ2。Bunkamuraという芸術の複合文化施設の中にあったことから、他の渋谷のミニシアターと違い、東急沿線に住む大人の女性をターゲットにした。グランドオープン作品は、当時は渋谷で開催されていた東京国際映画祭のメイン会場だった第3回映画祭の後、『カミーユ・クローデル』が上映された。東急は東急百貨店でこれ以前に「カミーユ・クローデル展」を開催したことがあり、カミーユ・クローデルをいち早く推していた。同館の歴代興行1位は1997年に公開されたジャック・ドワイヨン監督作『ポネット』、2位がレスリー・チャン主演・チェン・カイコー監督の『さらば、わが愛/覇王別姫』。他にもチャン・イーモウ監督の『初恋のきた道』など、アジア映画も多数上映した他、1991年（平成3年）に上映された『髪結いの亭主』では、監督のパトリス・ルコントが社会現象になり、映画オタクでない人も映画館に押し寄せ、クシシュトフ・キェシロフスキ、ジャック・リヴェットらもル・シネマが日本に紹介した。ジャック・リヴェット監督の『美しき諍い女』は女性の裸体の修正問題でマスメディアを騒がせたが、東京国際映画祭に出品すること、アート系シアターのル・シネマで公開することで無修正上映になったとされる。
この他、セゾン系劇場のシードホールではマイケル・サーン監督の『ジョアンナ』などがリバイバルヒットした。
渋谷と表参道の中間、青山学院大学の少し手前にあったのがシアター・イメージフォーラムで、映像事業を行うイメージフォーラムが2000年（平成12年）9月に開館させたミニシアター。同館では『ヴァイブレータ』や『花と蛇』『イーダ』『いのちの食べかた』『アクト・オブ・キリング』『HUNGER/ハンガー』『アンナと過ごした4日間』などが上映された。
『バーバレラ』『砂丘』なども渋谷のミニシアターでリバイバルヒットし、東京を起点とした音楽シーンのレアグルーヴブームと重なるような隠れた名作の発掘は、渋谷系リバイバルとも称される。1985年（昭和60年）に創設された東京国際映画祭のメイン会場に渋谷が選ばれたのは、1980年代の渋谷は多数の映画館が点在する映画の街だったからだった。

### 銀座
銀座のミニシアターの草分け的存在はテアトル銀座。東京メトロ銀座線京橋駅を降りて徒歩2、3分の場所にあった同館はかつてはテアトル東京という『2001年宇宙の旅』や『ゴッドファーザー』などアメリカの超大作が似合う1000人以上収容できる伝説的なロードショー劇場だったが、時代に合わなくなり、1980年代に方向転換。1987年（昭和62年）に167席のミニシアターに生まれ変わった。同館のオープニング上映は『ブラッド・シンプル』。以降、『恋する惑星』や『ユージュアル・サスペクツ』『HANA-BI』『天使の分け前』などが上映された。
1987年（昭和62年）12月19日にミニシアターに転換したシネスイッチ銀座で1989年（平成元年）12月に日本で公開された『ニュー・シネマ・パラダイス』が、わずか200席ながら、動員数約27万人、40週ロングランで打ち立てた3億6千万の興行収入は、ミニシアター最大のヒット記録として未だ破られていない。同作の購入は俳優座シネマテンとヘラルド・エース、フジテレビが共同で行った。1988年に上映した『モーリス』はボーイズラブ人気の火付け役になった。同作の上映では若い女性が溢れかえり、凄い人込みで場内が酸欠状態となり倒れた人がいて救急車が出動した。シネスイッチ銀座は、運営に参画していたフジテレビの映画製作のショーケースといった役割も担っており、ここから『デリカテッセン』『クライング・ゲーム』『木村家の人びと』『ライフ・イズ・ビューティフル』『Love Letter』『リトル・ダンサー』『かもめ食堂』『クロワッサンで朝食を』といったヒット作も生まれた。同館ではこの他、『あなたがいたら/少女リンダ』や『予告された殺人の記録』『モダーンズ』『誰かがあなたを愛してる』『誘惑者』『undo』『ジュリエット・ゲーム』『お引越』「私立探偵 濱マイクシリーズ」『プリシラ』『オスカー・ワイルド』『チョコレートドーナツ』などが上映された。
大手映画会社の直接の影響下にない映画館を指すとはいっても、シネマスクエアとうきゅうは、東映の息がかかり、シネマライズは元は松竹の経営。他もフジテレビやセゾングループなど、映画製作会社として影響力を増す大企業が経営するミニシアターもあり、大手映画会社が黙ってそれを見ているはずもなく、東宝も1987年10月に日比谷シャンテ内に2スクリーンのミニシアターシネマズシャンテを開業した。元々、東宝は大小多彩な劇場網を所有し、100％出資のATGという芸術映画を掛ける子会社も持つことからミニシアターの発想は自然なことであった。オープニングはシネ1が『グッドモーニング・バビロン!』でシネ2は、エリア・カザン監督の日本未公開『紳士協定』。当初は興行がきつく、東宝の番線映画『マルサの女』を掛けたりしたが、1988年4月に掛けた『ベルリン・天使の詩』が大ヒットし軌道に乗った。興収2億2511万円はシャンテの歴代1位。同作はスタッフの間でも「難解」と評され、公開するか議論が分かれたが、全世界のマスメディアや有名人が絶賛していると煽るような巧みなプロモーションが行われ、「何だか凄い映画なんじゃないか」という印象が持たれた。関係者は「今でも当たった理由は分からない」と述べている。同館では他に『セックスと嘘とビデオテープ』『マイライフ・アズ・ア・ドッグ』『ペレ』『悲情城市』『オルランド』『シンプルメン』『秘密と嘘』『トト・ザ・ヒーロー』『イル・ポスティーノ』『フル・モンティ』などが掛けられた。ジム・ジャームッシュ作品は『ストレンジャー・ザン・パラダイス』と『ダウン・バイ・ロー』は系列のスバル座で、『ミステリー・トレイン』以降はシャンテで封切られた。『ナイト・オン・ザ・プラネット』は異例のロングランとなるなど、ジャームッシュは当時のマスメディアに盛んにもてはやされた。『デッドマン』ではジョニー・デップを初来日させた。テオ・アンゲロプロス作品は『霧の中の風景』『こうのとり、たちずさんで』『永遠と一日』などを、ジェーン・カンピオン作品ではシャンテで掛けた『エンジェル・アット・マイ・テーブル』の興行結果を見て、『ピアノ・レッスン』の東宝系拡大公開が決まった。『ドゥ・ザ・ライト・シング』は配給元のUIPから「是非、シャンテで」と言ってきたという。以降、スパイク・リー作品は主にシャンテで封切られた。

### 六本木
1985年（昭和60年）2月9日にシネ・ヴィヴァンで公開されたビクトル・エリセ監督『ミツバチのささやき』は熱狂的なファンを生んだ。エリック・ロメール監督は『満月の夜』がシネ・ヴィヴァンで公開されたことがきっかけで、『緑の光線』『友だちの恋人』『レネットとミラベル/四つの冒険』と次々にミニシアターで掛かり固定ファンが付いた。カルト映画の代表作の一つ、ジョン・ウォーターズの『ピンク・フラミンゴ』は長年オクラだったが、東映ビデオが権利を買い、ケイブルホーグが配給を担当し、1986年6月に日本で初公開された。1981年（昭和56年）8月に渋谷パルコ・スペース3で昼、俳優座シネマテンで夜に公開された『ベリッシマ』は、ルキノ・ヴィスコンティ作品では唯一の日本未公開作だったが、ミニシアターで陽の目を見た。

### 恵比寿
それまでミニシアターのなかった恵比寿に1994年（平成6年）10月8日に開館したのが恵比寿ガーデンシネマ。恵比寿ガーデンプレイス内にあったミニシアターであるが、それまでミニシアターの発展に貢献してきた日本ヘラルド映画やヘラルド・エースの出身者が自分たちの手でオープンに漕ぎつけた"夢のミニシアター"だった。オープニング上映はロバート・アルトマン監督の『ショート・カッツ』。同作を始め、長い映画は回転率が悪く、普通の劇場は難色を示すが、ミニシアターは長い映画を好んで掛けるという特徴がある。同館の興行1位はマイケル・ムーア監督の『ボウリング・フォー・コロンバイン』で、第55回カンヌ国際映画祭での上映を観たギャガが買い付けを決め、すぐにガーデンシネマでの上映を要請したといわれる。この他、当時は無名だったベン・スティラー監督の『リアリティ・バイツ』やウェイン・ワン監督の『スモーク』『穴』などが上映された。斎藤工や石田ゆり子もよく同館に足を運んだという。

### 吉祥寺
吉祥寺で30年以上にわたり個性を発揮したミニシアターが吉祥寺バウスシアター。前身の武蔵野映画劇場時代から古い歴史を持つ老舗映画館だったが、1984年（昭和59年）にミニシアターに転換し、「爆音映画祭」が有名だった。

### 各地
三大都市圏・地方都市にもミニシアターは多数存在する（した）。

### その他
この他、『クライング・ゲーム』や、カルロス・サウラの『カルメン』、『隣の女』『パッション』『コヤニスカッツィ』『ラ・パロマ』『カルメンという名の女』『海と毒薬』『ヘカテ』『黄色い大地』『紅いコーリャン』『セコーカス・セブン』『エル・トポ』『コミック雑誌なんかいらない!』『シド・アンド・ナンシー』『シテール島への船出』、『山の焚火』、『バスケットケース』『レポマン』『ZOO』『エレメント・オブ・クライム』『ジョーズ・バーバー・ショップ』『ベイビー・イッツ・ユー』『ブラザー・フロム・アナザー・プラネット』、『午後の遺言状』『お引越し』『夏の庭 The Friends』『ヌードの夜』『トカレフ』『800 TWO LAP RUNNERS』などがミニシアターで初上映された。ミニシアターによって人気を得た、または再評価された俳優や監督として、『バッファロー'66』のヴィンセント・ギャロやレオス・カラックス、ラス・メイヤー、加藤泰らが挙げられる。またミニシアターの特徴としては、「こんな建物で映画を観るのか」と驚くような外観や都会的な雰囲気の館内インテリアを作り、上映作品のパンフレットを洗練されたものにしたことなどが挙げられる。

## 現状
1980年代は1館だけでロングランができ、1990年代は特定のミニシアターでロングランを行った後、他の劇場に掛ける興行も可能だった。21世紀に入って急速に普及したシネコンは、映画のブッキングはいくらでもできるため、ミニシアターとシネコンで同時に封切られるようになった。お客にとっては便利ながらその分上映期間は短くなり、どの上映館も平均的な入りとなった。当時は同じ映画を地方で上映していても渋谷で観たいという観客もいた。特定の劇場だけでロングランされたときに生まれる強烈な熱気は失せた。ネットでチケットを予約できるようになると、映画館の前に並び、順番を待って入場する必要もなくなった。ネットの予約は便利だが、かつての観客は不便さ故に得難い経験もしたといえる。またブームの定着とともに、ミニシアター向けの作品を扱う配給会社が増え、買い付け価格も上がり、ビジネスとしては難しいものになった。さらには配給会社とシネコンとの力関係その他の事情により、「その地域ではシネコンでしか上映しないミニシアター作品」も現れるようになった。その結果、シネコンとミニシアターの棲み分けが崩れ、それが旧来のミニシアターの興行や経営に影響を与えるようになった。また若者のミニシアター離れも重なり、さまざまな要因でミニシアター人気は下火になり、2010年（平成22年）頃からミニシアターの閉館が続いた。また2020年（令和2年）からの新型コロナ禍でミニシアターも持ちこたえられない状況に陥った。同年4月には、映画人の有志が中心となって「SAVE the CINEMA」プロジェクトを立ち上げ、ミニシアターに対する緊急支援を求めるその要望書に9万筆を超える署名を集め、政府や関係省庁へ提出した。また、ミニシアターで育ったと公言する濱口竜介や深田晃司らがクラウドファンディング「ミニシアター・エイド」を提唱して3億1000万円の寄付金が集まり、ミニシアターの存在意義が改めて見直され、118の劇場に約300万円が分配された。同時期には、井浦新、斎藤工、渡辺真起子ら俳優たちが「Mini Theater Park」を立ち上げ、全国のミニシアターを支援する活動を展開した。また国会でもミニシアターの困窮が取り上げられた。名画座を含むミニシアターはやや増加している。
閉館する老舗ミニシアターがある一方で、地域おこしを兼ねて新規開業あるいは再開する小規模な映画館もあり、全国の総数は2005年（平成17年）時点の107館から2024年（令和6年）時点の142館へと増えている。

## 事件
2020年（令和2年）6月にアップリンクの元従業員5名が同社の取締役社長・浅井隆から日常的にパワーハラスメントを受けていたとして損害賠償を求める訴訟を起こし、11月にはユジク阿佐ヶ谷の元スタッフ数名が経営陣からハラスメントを被っていたことを告発した。こうしたミニシアターで起きるパワハラ問題について、映画愛を口実にしたやりがい搾取が起きやすいと組織的構造上の欠点が指摘されている。

## ミニシアターの一覧

### 北海道地方

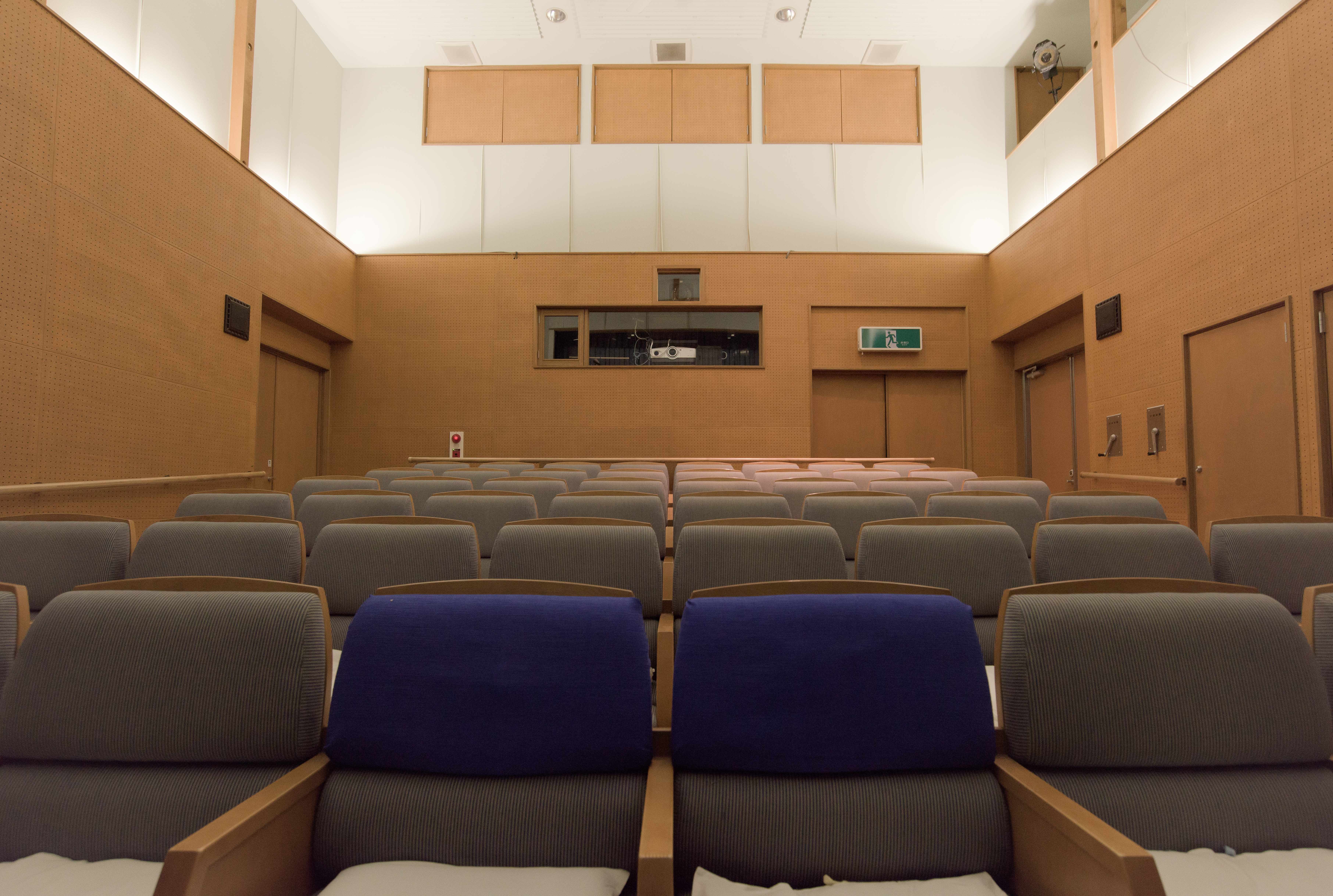
大黒座 (浦河町)

- シアターキノ（札幌市）
- シネマアイリス（函館市）
- シネマ・トーラス（苫小牧市）
- 大黒座（浦河町）

### 東北地方

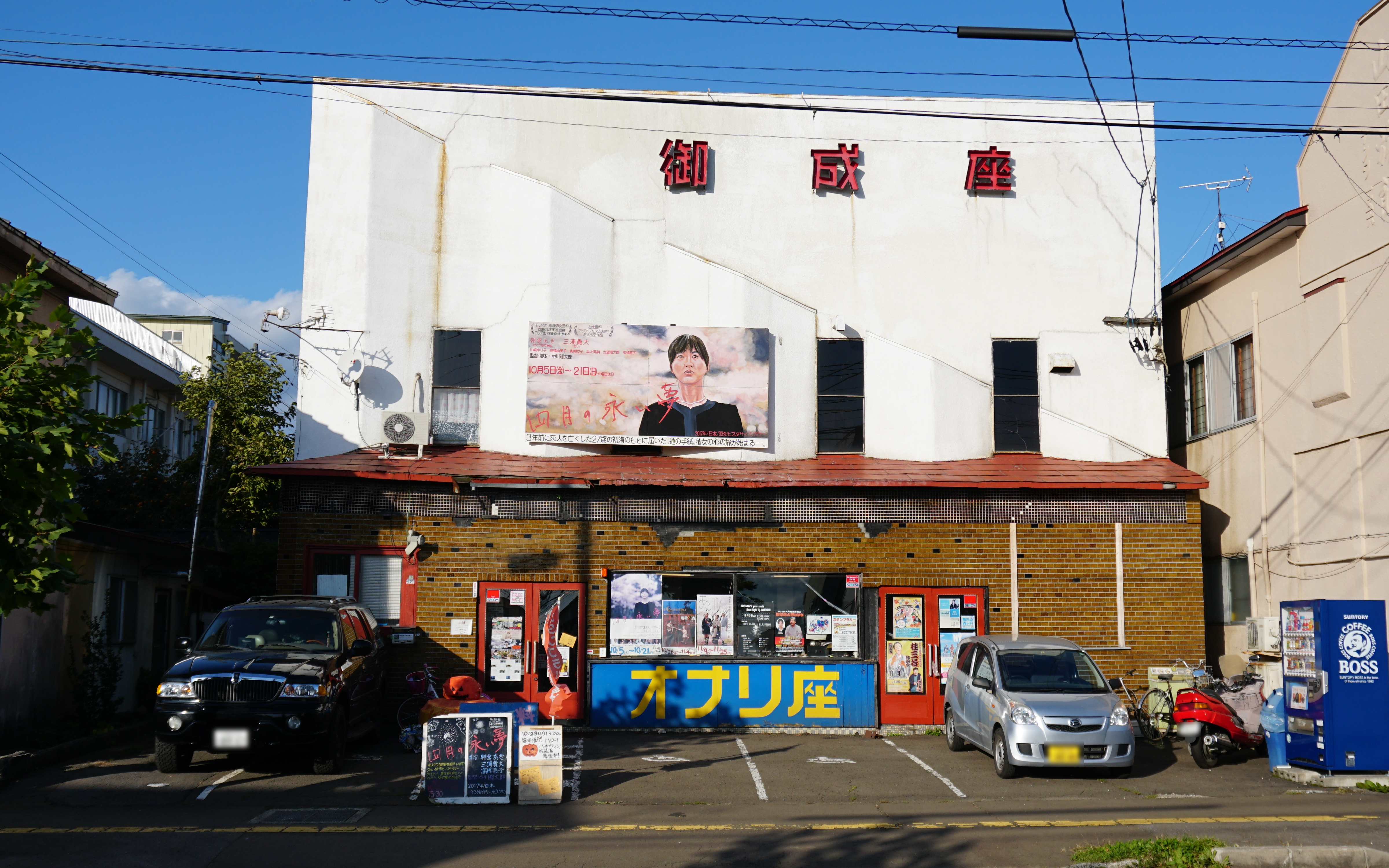
御成座

青森県
- シネマディクト（青森市）

岩手県
- フォーラム盛岡（盛岡市）

宮城県
- フォーラム仙台（仙台市）

秋田県
- 御成座（大館市）

山形県
- フォーラム山形（山形市）
- 鶴岡まちなかキネマ（鶴岡市）

福島県
- フォーラム福島（福島市）
- まちポレいわき（いわき市）

### 関東地方
茨城県
- 土浦セントラルシネマズ（土浦市）
- あまや座（那珂市）

群馬県
- シネマテークたかさき（高崎市）
- 高崎電気館（高崎市）

埼玉県
- 第８電影（川口市）
- 深谷シネマ（深谷市）
- 川越スカラ座（川越市）
- ジャパンパビリオン ホールB（所沢市）

千葉県
- 千葉劇場（千葉市）

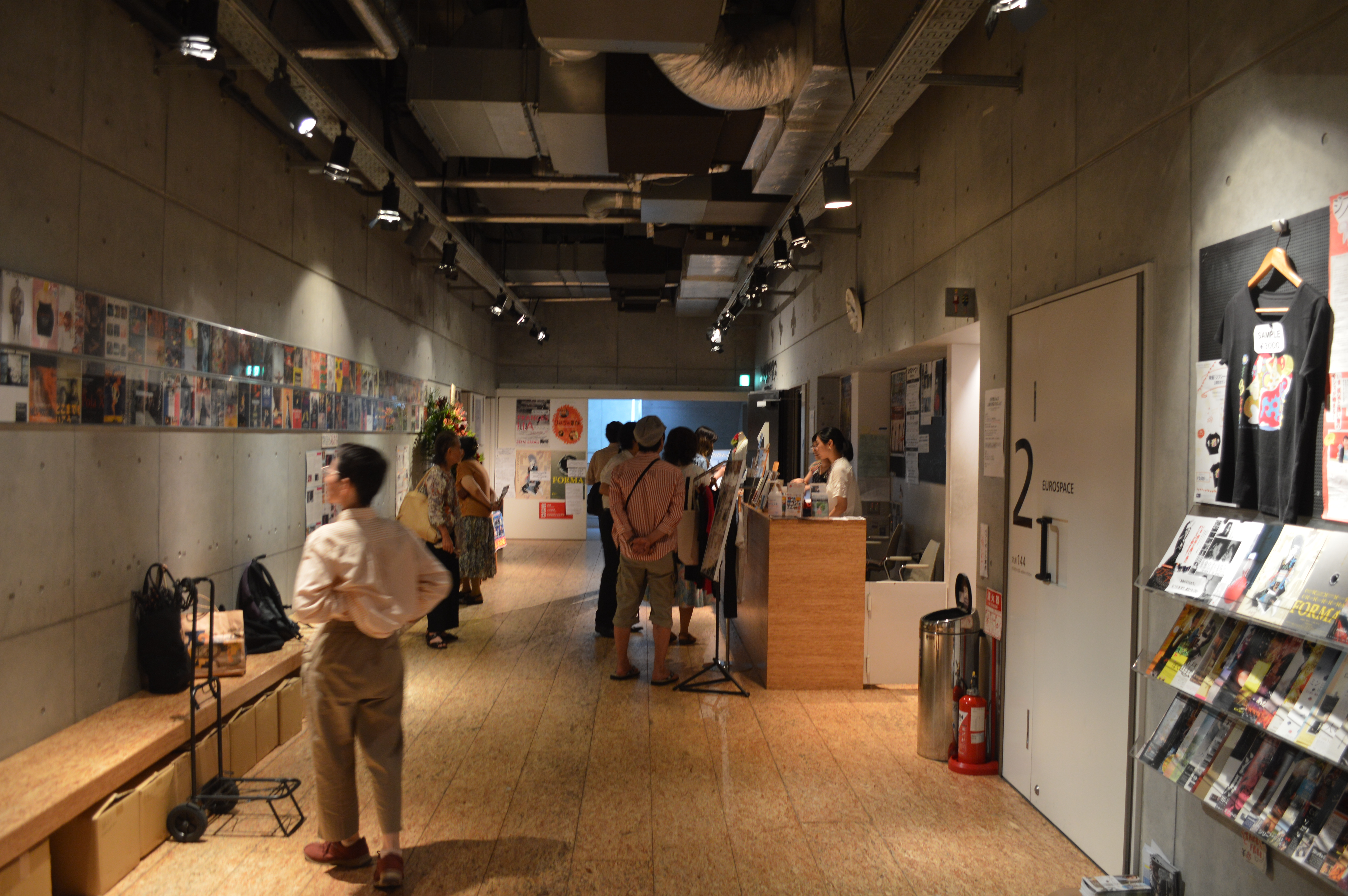
ユーロスペース

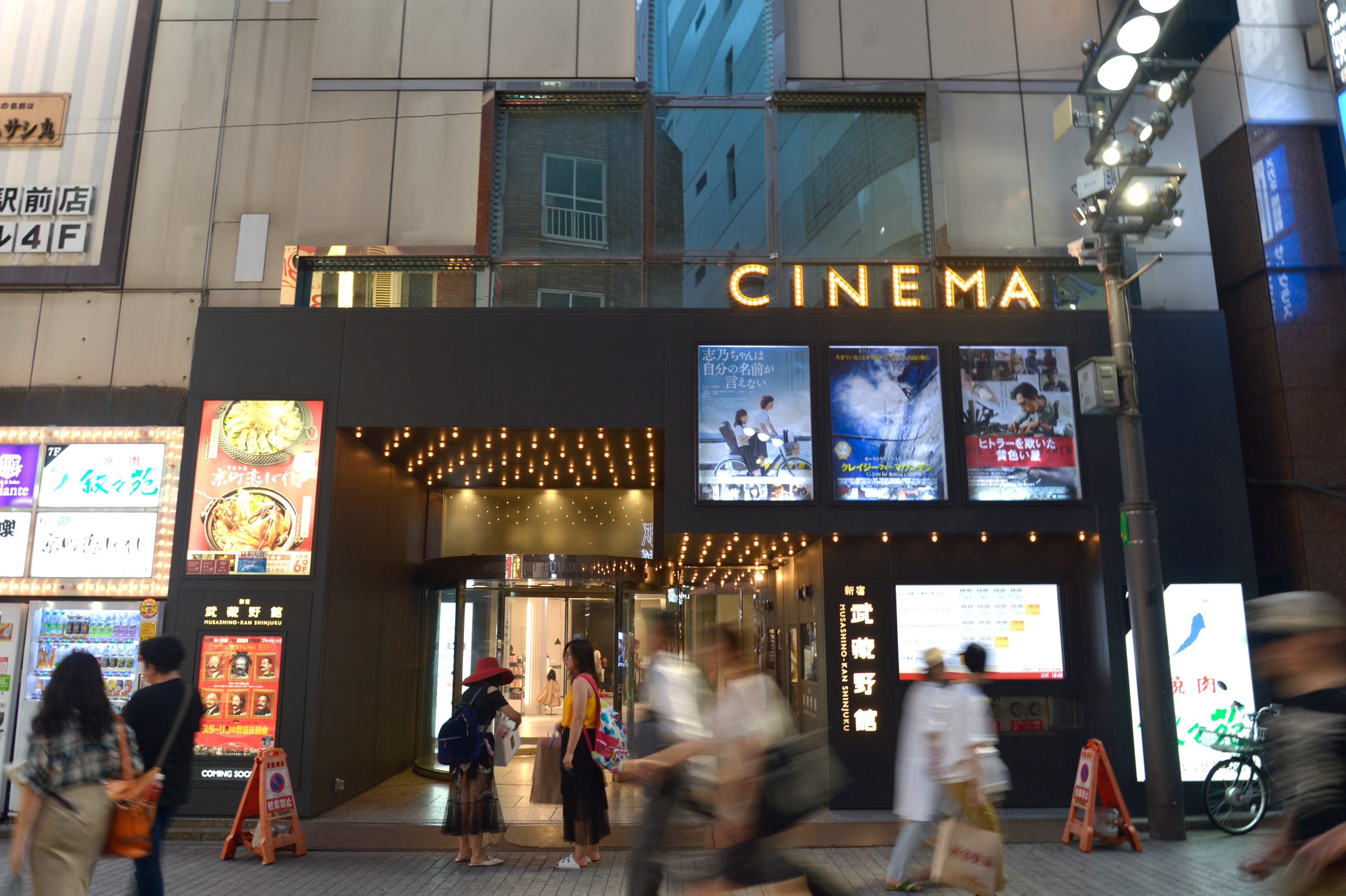
新宿武蔵野館

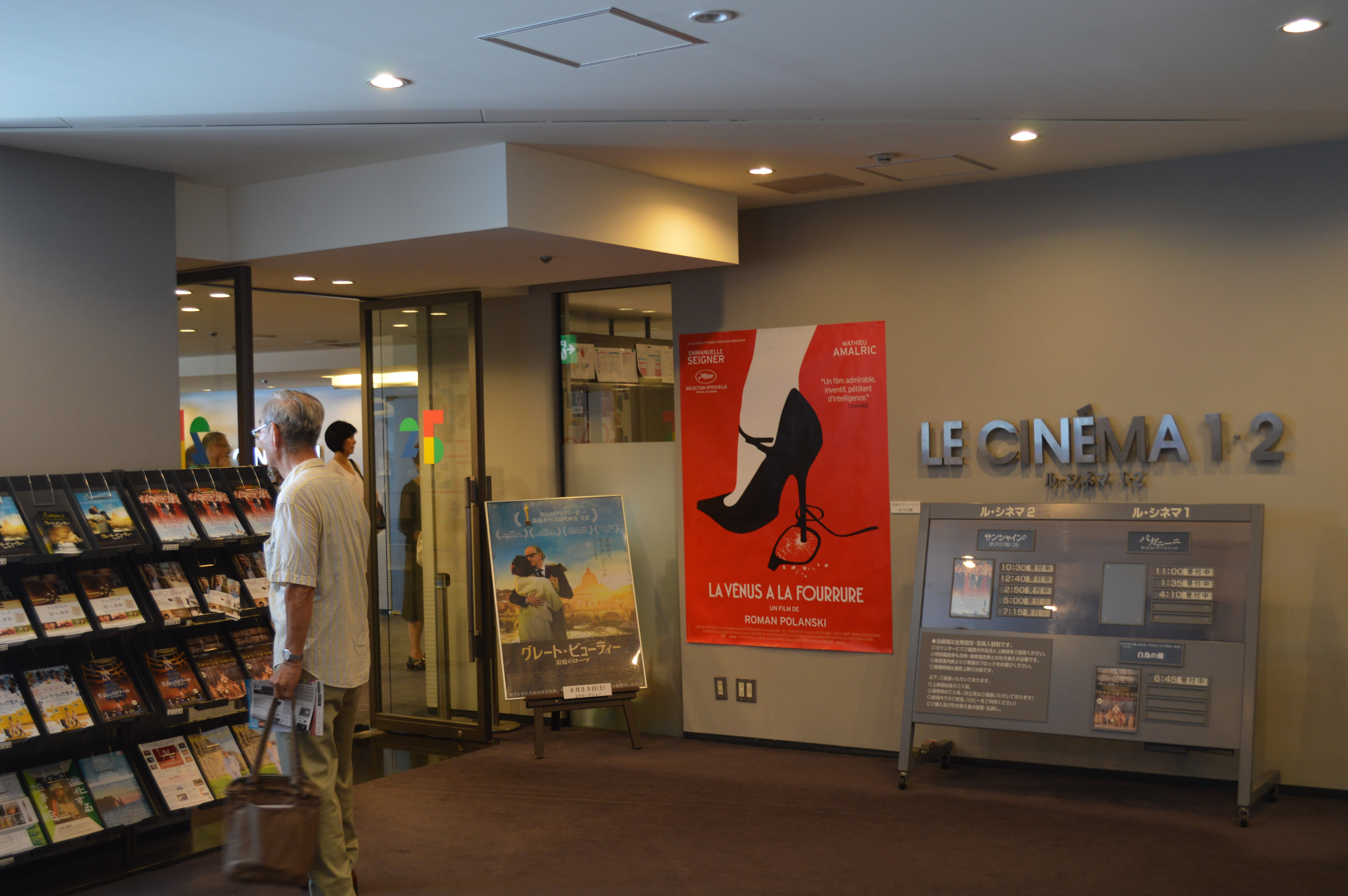
ル・シネマ

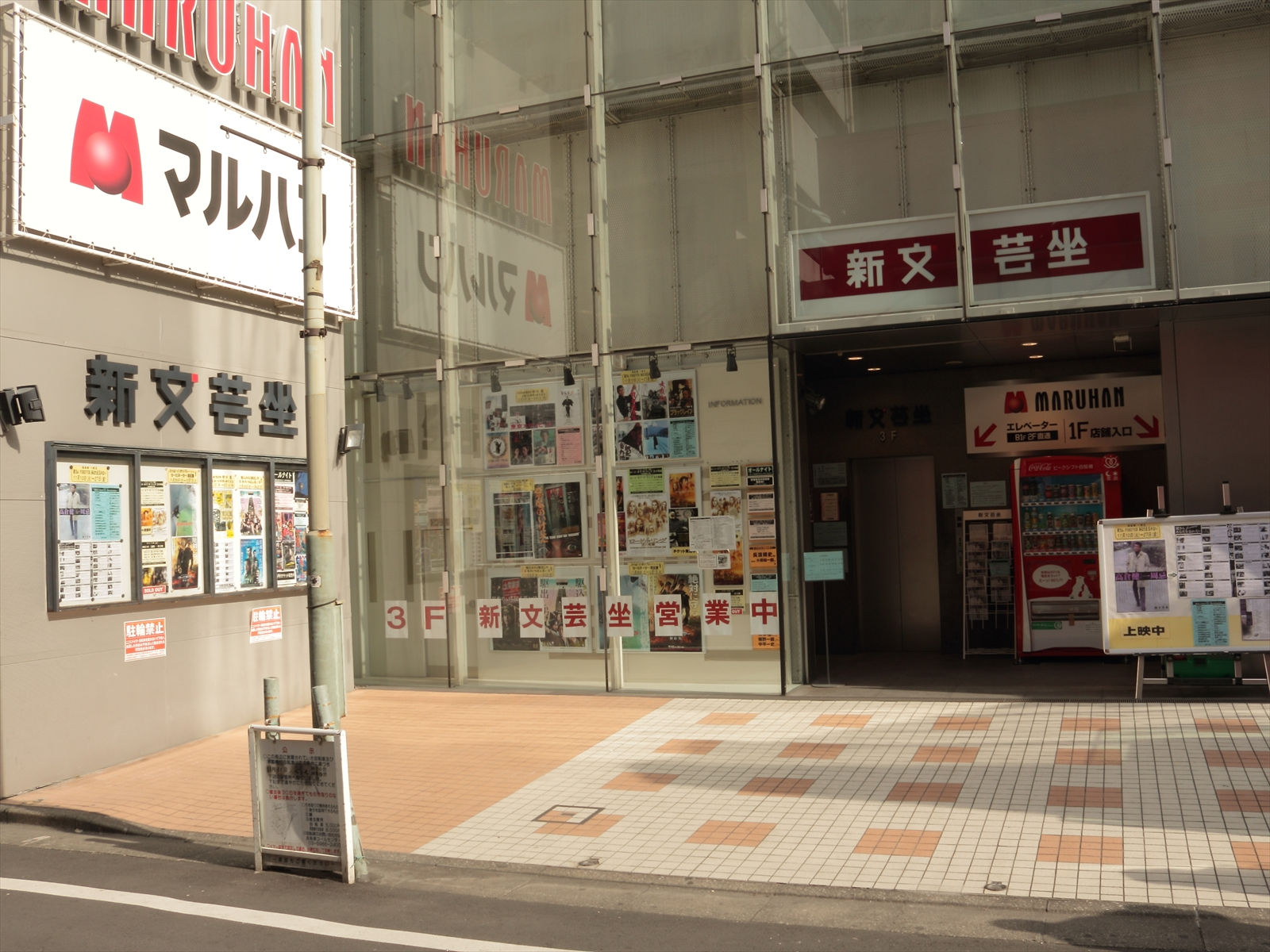
新文芸坐

- キネマ旬報シアター（柏市）※旧「TKPシアター柏」、2014年6月に館名変更。

東京都
- 角川シネマ有楽町（千代田区）※旧「シネカノン有楽町1丁目」
- ヒューマントラストシネマ有楽町（千代田区）※旧「シネカノン有楽町2丁目」、2009年12月に館名変更。
- 有楽町スバル座（千代田区）
- 神保町シアター（千代田区）
- シネスイッチ銀座（中央区）
- 新宿武蔵野館（新宿区）
- シネマート新宿（新宿区）
- シネマカリテ（新宿区）
- テアトル新宿（新宿区）
- K's cinema（新宿区）
- kino cinéma 新宿（新宿区）※EJアニメシアター新宿跡地
- 早稲田松竹（新宿区）
- キネカ大森（品川区）
- 目黒シネマ（品川区）
- キネマフューチャーセンター（大田区）
- 東京都写真美術館ホール（目黒区）
- 下北沢トリウッド（世田谷区）
- 下高井戸シネマ（世田谷区）
- ル・シネマ（渋谷区）※入居するBunkamuraの改修に伴い2023年4月から2027年度中まで休館。渋谷TOEI跡に移転し「ル・シネマ 渋谷宮下」として2023年6月から営業中。
- ヒューマントラストシネマ渋谷（渋谷区）※旧「アミューズCQN」、2008年12月に館名変更。
- ユーロスペース（渋谷区）
- シアター・イメージフォーラム（渋谷区）
- シネクイント（渋谷区）
- シネマヴェーラ（渋谷区）
- EBISU GARDEN CINEMA（渋谷区）
- ポレポレ東中野（中野区）
- 高円寺シアターバッカス（杉並区）※旧「高円寺アンノウンシアター」、2019年1月に館名変更。
- ラピュタ阿佐ヶ谷（杉並区）
- シネ・リーブル池袋（豊島区）
- シネマ・ロサ（豊島区）
- 新文芸坐（豊島区）
- CINEMA Chupki TABATA（北区）
- シネマブルースタジオ（足立区）
- 船堀シネパル（江戸川区）
- kino cinéma 立川髙島屋S.C.館（立川市）[74][75]
- シネマネコ（青梅市）
- モーク阿佐ヶ谷（杉並区）
- シアターギルド（渋谷区）
- シモキタ - エキマエ - シネマ『K2』（世田谷区）
- Stranger（墨田区）

神奈川県
- シネマ・ジャック&ベティ（横浜市）
- シネマノヴェチェント（横浜市）
- 横浜シネマリン（横浜市）
- kino cinéma 横浜みなとみらい（横浜市）[76]
- あつぎのえいがかんkiki（厚木市）
- 川崎市アートセンターアルテリオ映像館（川崎市）
- 小田原シネマ館（小田原市）

### 中部地方

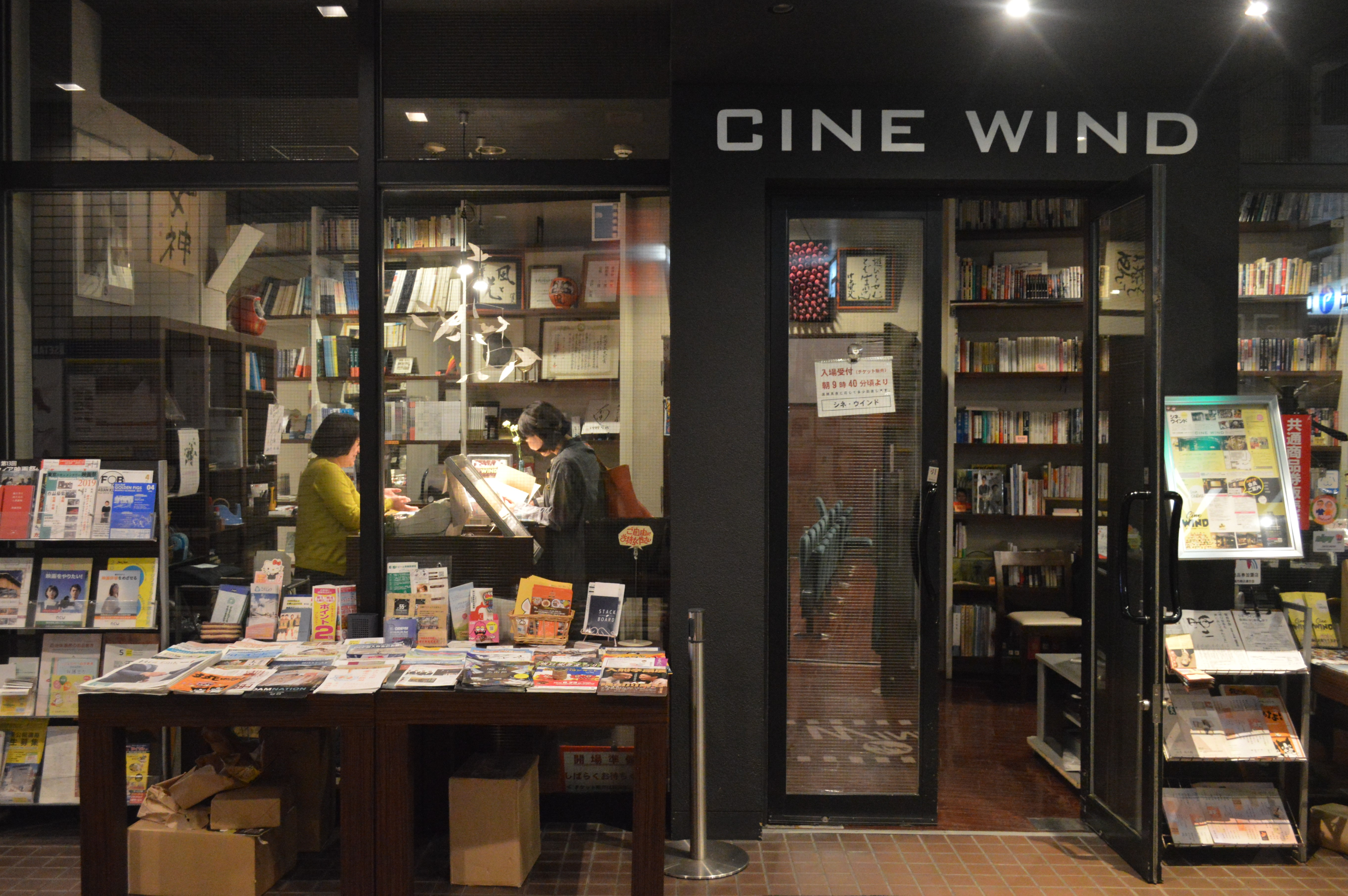
新潟・市民映画館シネ・ウインド

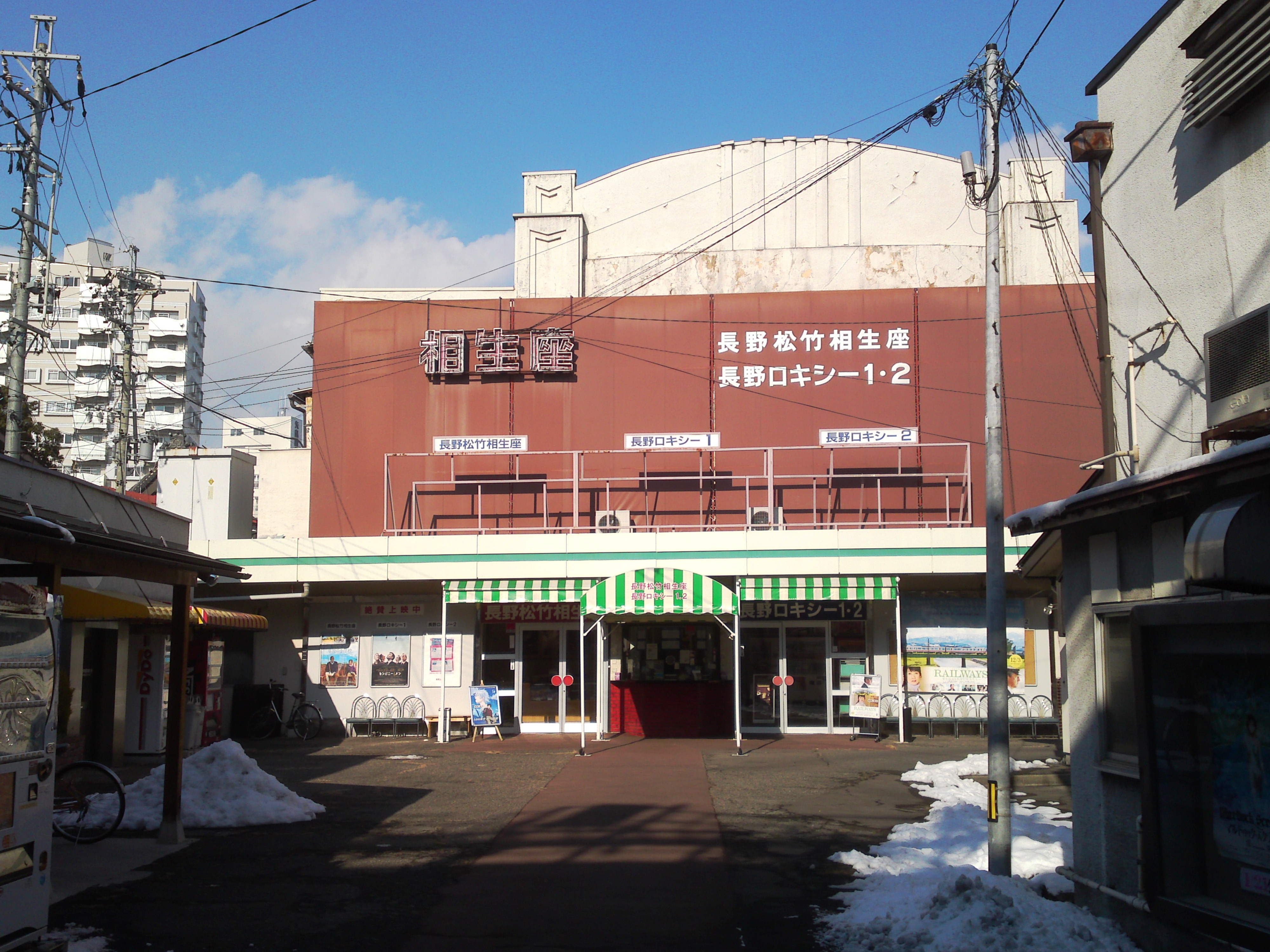
長野松竹相生座

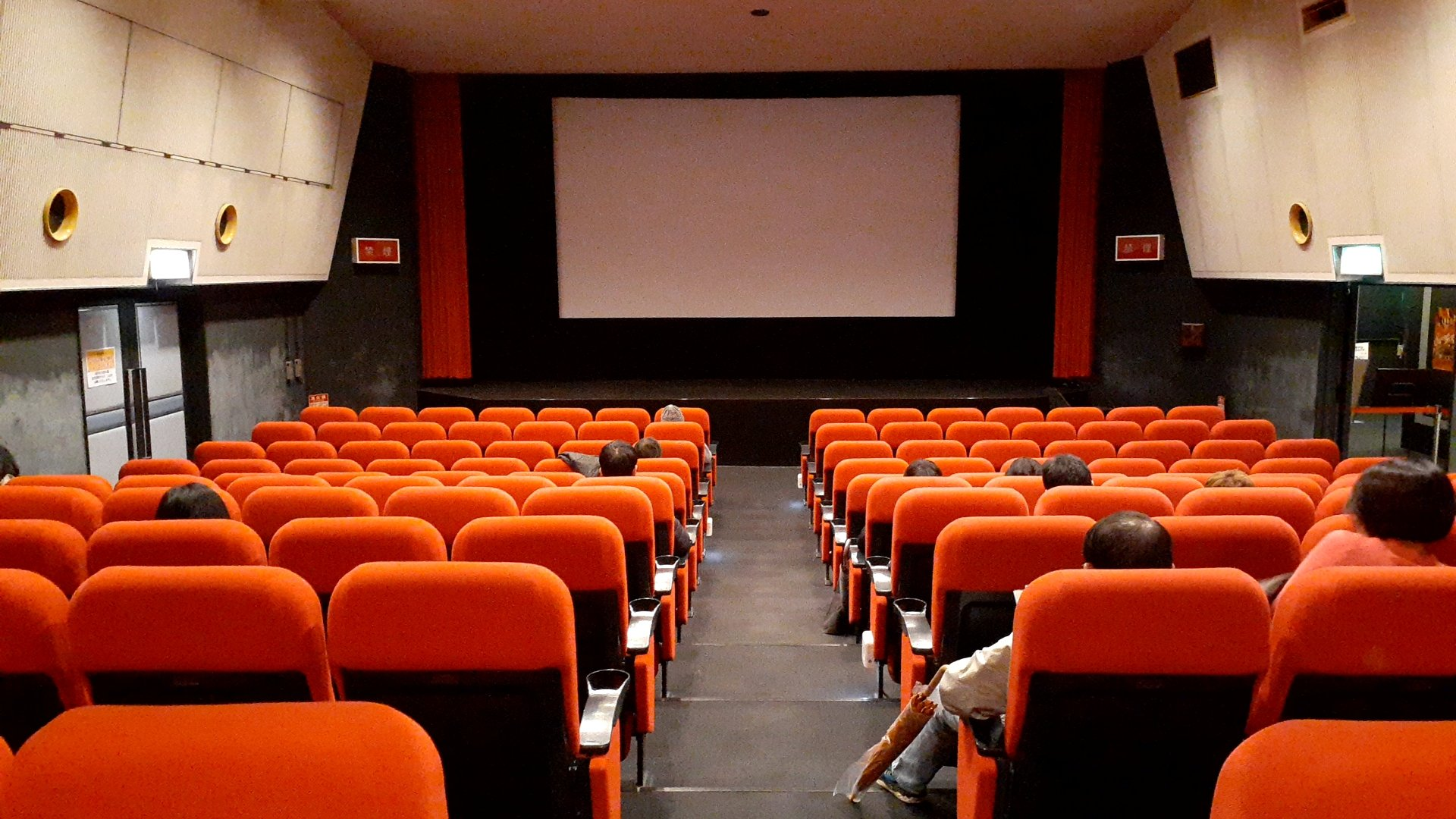
シネマイーラ

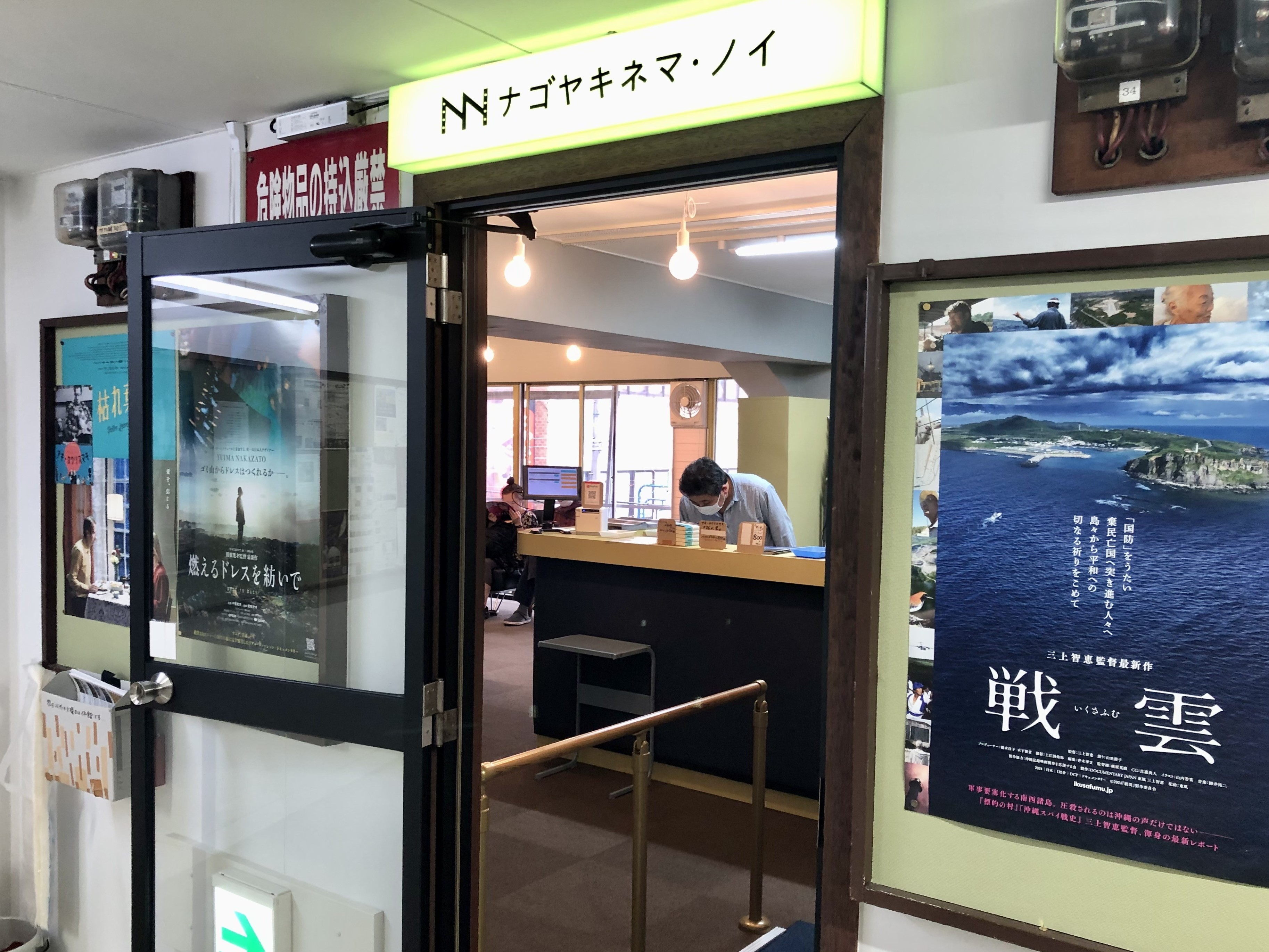
ナゴヤキネマ・ノイ

新潟県
- 高田世界館（上越市）
- 新潟・市民映画館シネ・ウインド（新潟市）

富山県
- ほとり座（富山市）

石川県
- シネモンド（金沢市）

福井県
- メトロ劇場（福井市）

長野県
- 長野松竹相生座・長野ロキシー（長野市）
- 上田映劇（上田市）
- トラゥム・ライゼ（上田市）
- 東座（塩尻市）
- 飯田トキワ劇場（飯田市）

岐阜県
- CINEX（岐阜市）
- ロイヤル劇場（岐阜市）
- CINEX MAGO（関市）

静岡県
- 静岡シネ・ギャラリー（静岡市）
- シネマイーラ（浜松市）
- 金星シネマ（伊東市）

愛知県
- シネマスコーレ（名古屋市）
- 伏見ミリオン座（名古屋市）
- センチュリーシネマ（名古屋市）
- 刈谷日劇（刈谷市）
- 三越映画劇場（名古屋市）
- ナゴヤキネマ・ノイ（名古屋市）

### 近畿地方
三重県
- 進富座（伊勢市）

京都府
- 京都シネマ（京都市）
- 出町座（京都市）
- アップリンク京都（京都市）
- 福知山シネマ（福知山市）
- 舞鶴八千代館（舞鶴市）

大阪府
- 扇町キネマ（大阪市）

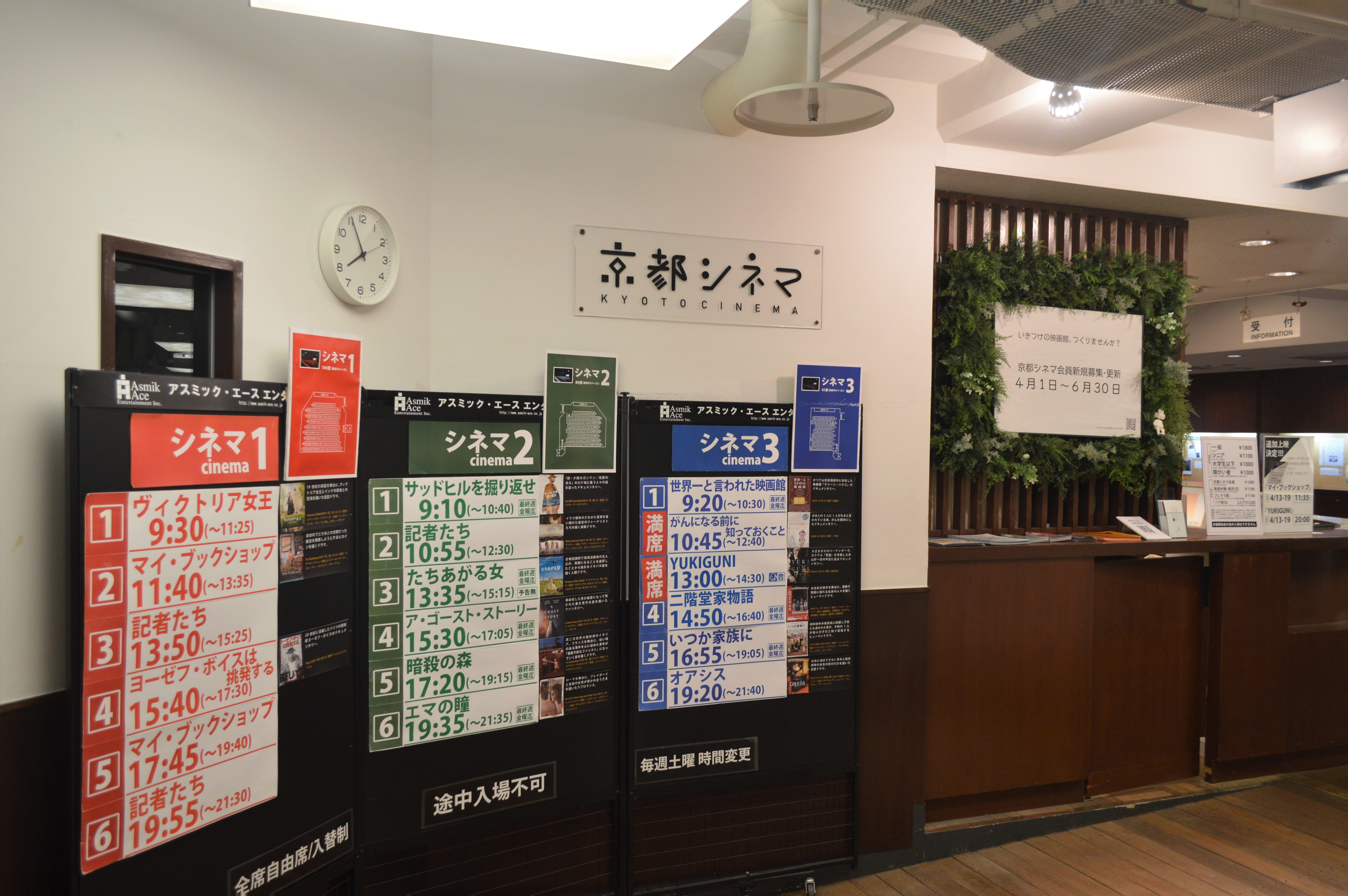
京都シネマ

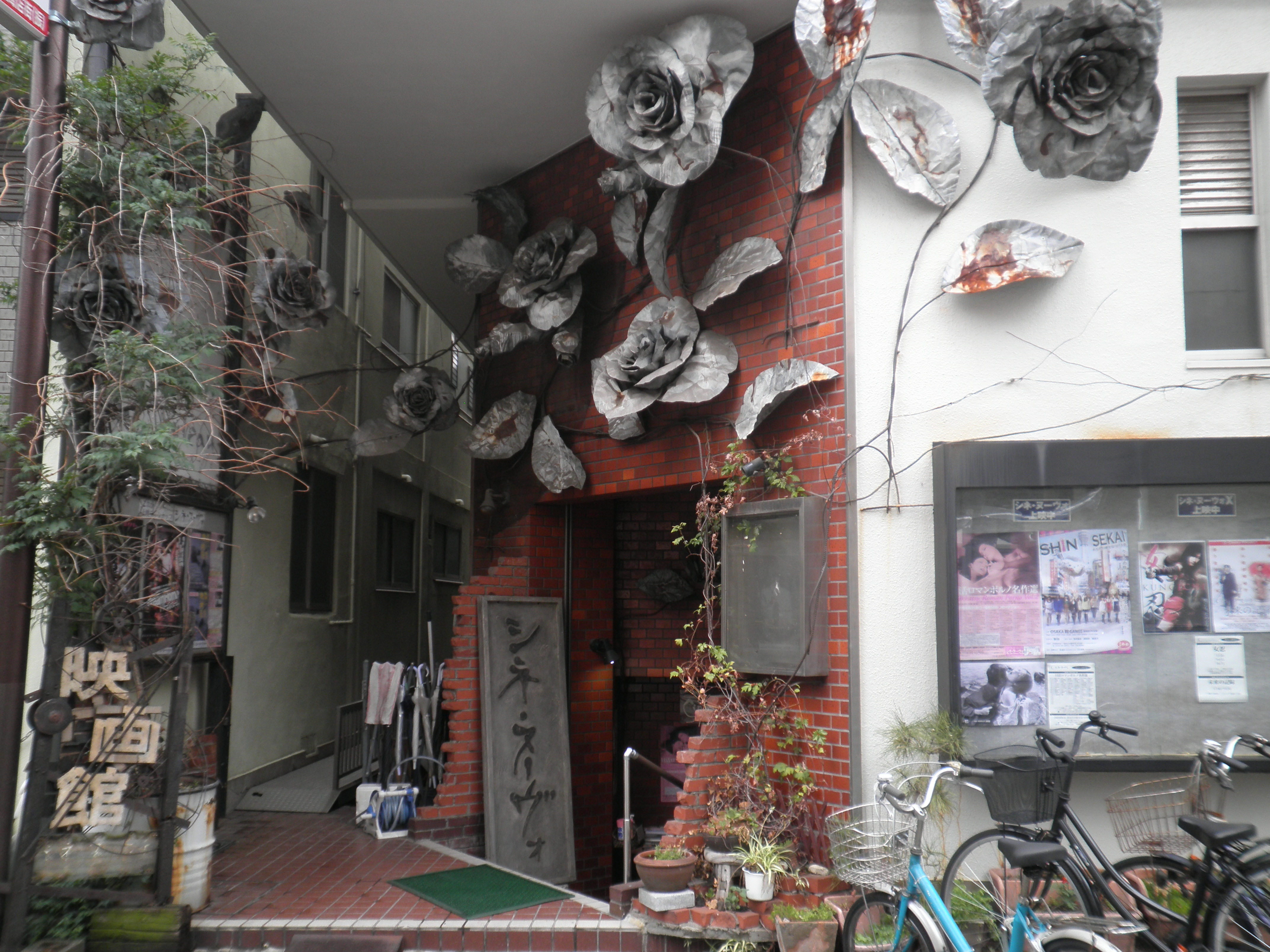
シネ・ヌーヴォ

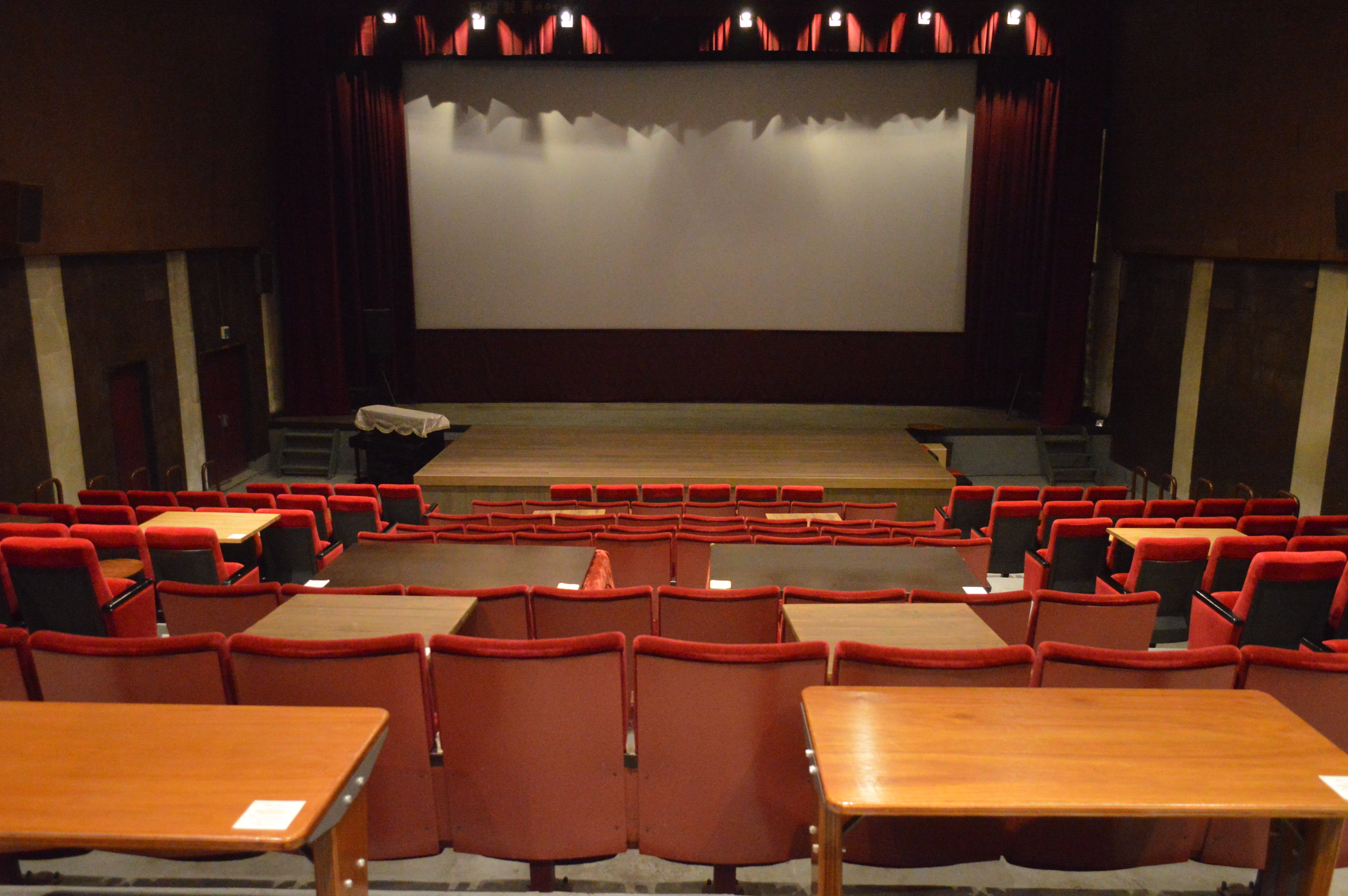
豊岡劇場

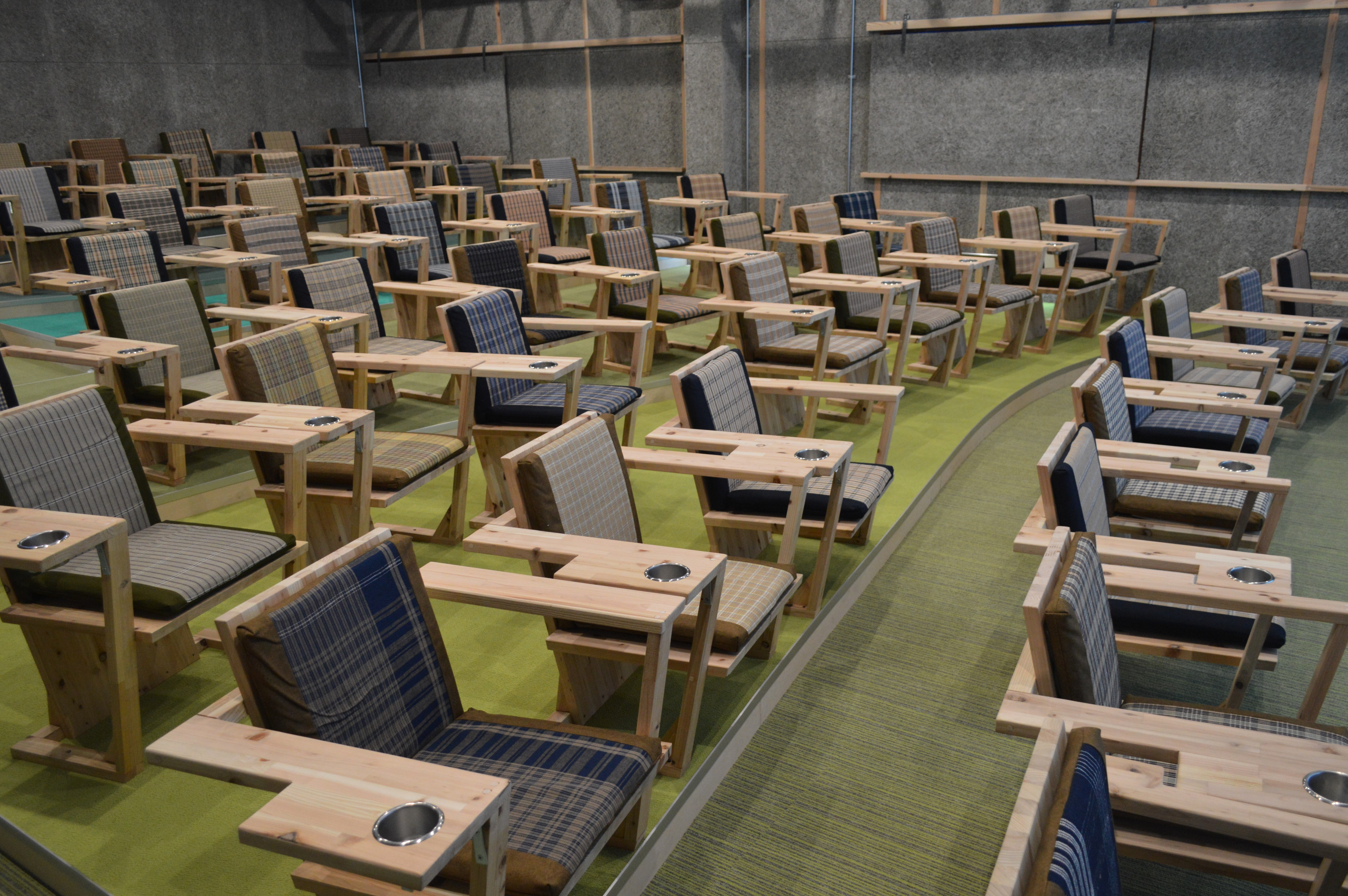
ヱビスシネマ。

- kino cinéma 心斎橋（大阪市）[77][78] ※2024年10月に閉館した「シネマート心斎橋」の跡施設。
- シネ・ヌーヴォ（大阪市）
- 第七藝術劇場（大阪市）
- テアトル梅田（2代目）（大阪市）※旧「シネ・リーブル梅田」、2024年4月に館名変更[79][80]。
- 天劇キネマトロン（大阪市）
- プラネットプラスワン（大阪市）
- 淀川文化創造館シアターセブン（大阪市）

兵庫県
- シネ・リーブル神戸（神戸市）
- 元町映画館（神戸市）
- 神戸映画資料館（神戸市）
- kino cinéma 神戸国際（神戸市）[81] ※2022年3月に閉館した「神戸国際松竹」の跡施設。
- 宝塚シネ・ピピア（宝塚市）
- 塚口サンサン劇場（尼崎市）
- 豊岡劇場（豊岡市）
- ヱビスシネマ。（丹波市）

### 中国地方
岡山県
- シネマ・クレール（岡山市）

広島県
- サロンシネマ（広島市）
- 八丁座（広島市）
- 横川シネマ!!（広島市）
- シネマモード（福山市）
- シネマ尾道（尾道市）

山口県
- 萩ツインシネマ（萩市）

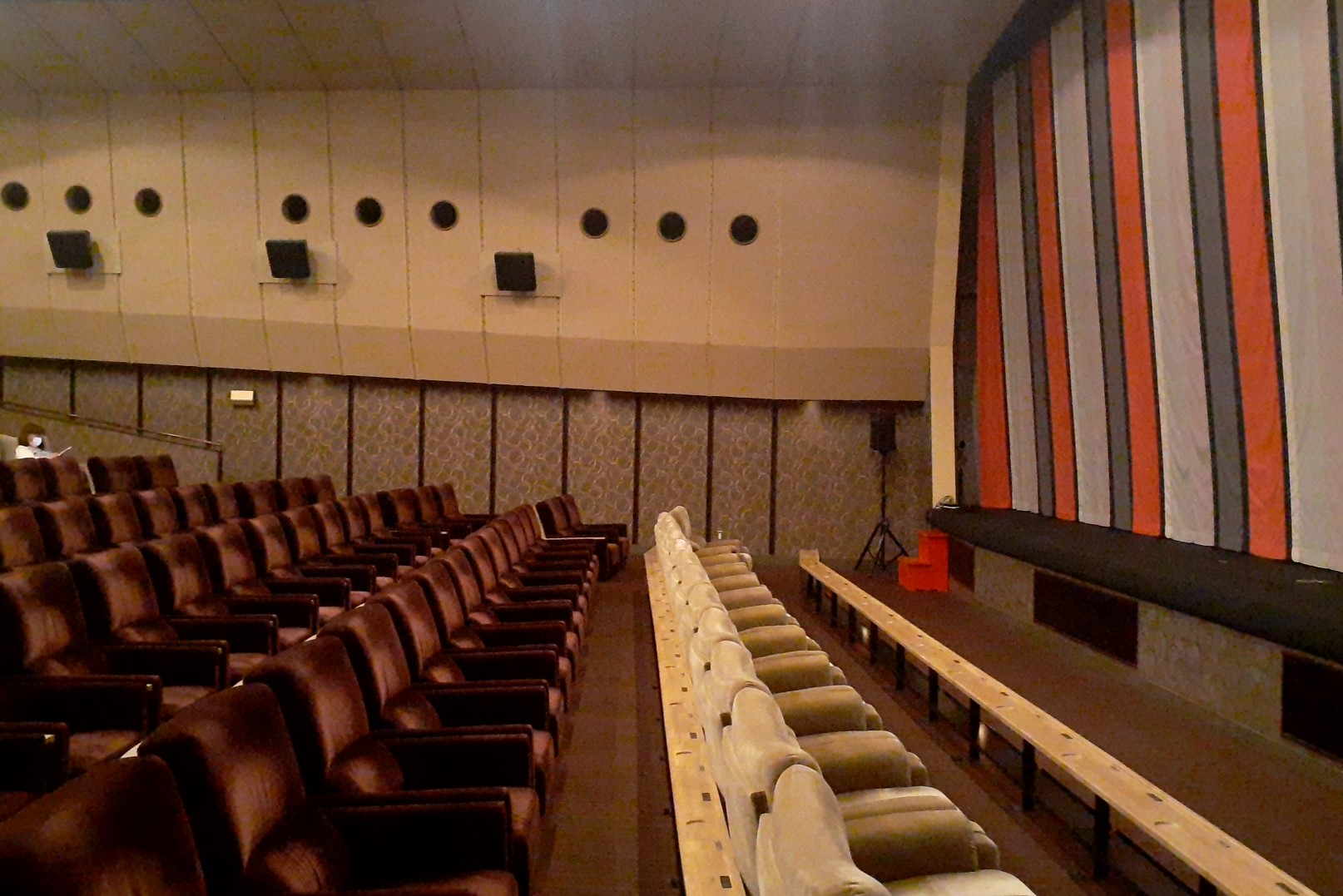
八丁座

- 山口情報芸術センター (YCAM)（山口市）

鳥取県
- ジグシアター（湯梨浜町）

### 四国地方
徳島県
- ufotable CINEMA（徳島市）

香川県
- ホールソレイユ・ソレイユ2（高松市）

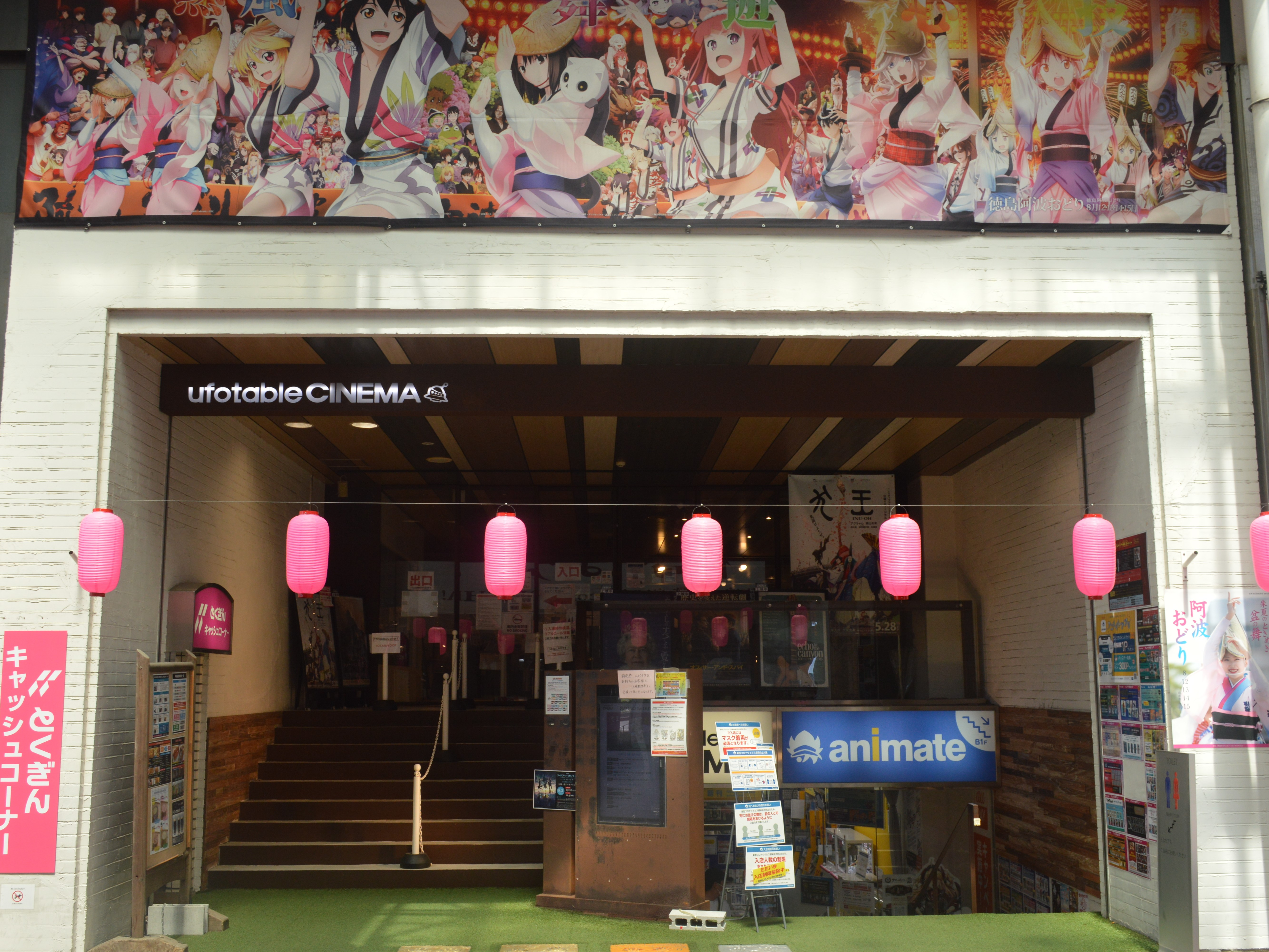
ufotable CINEMA

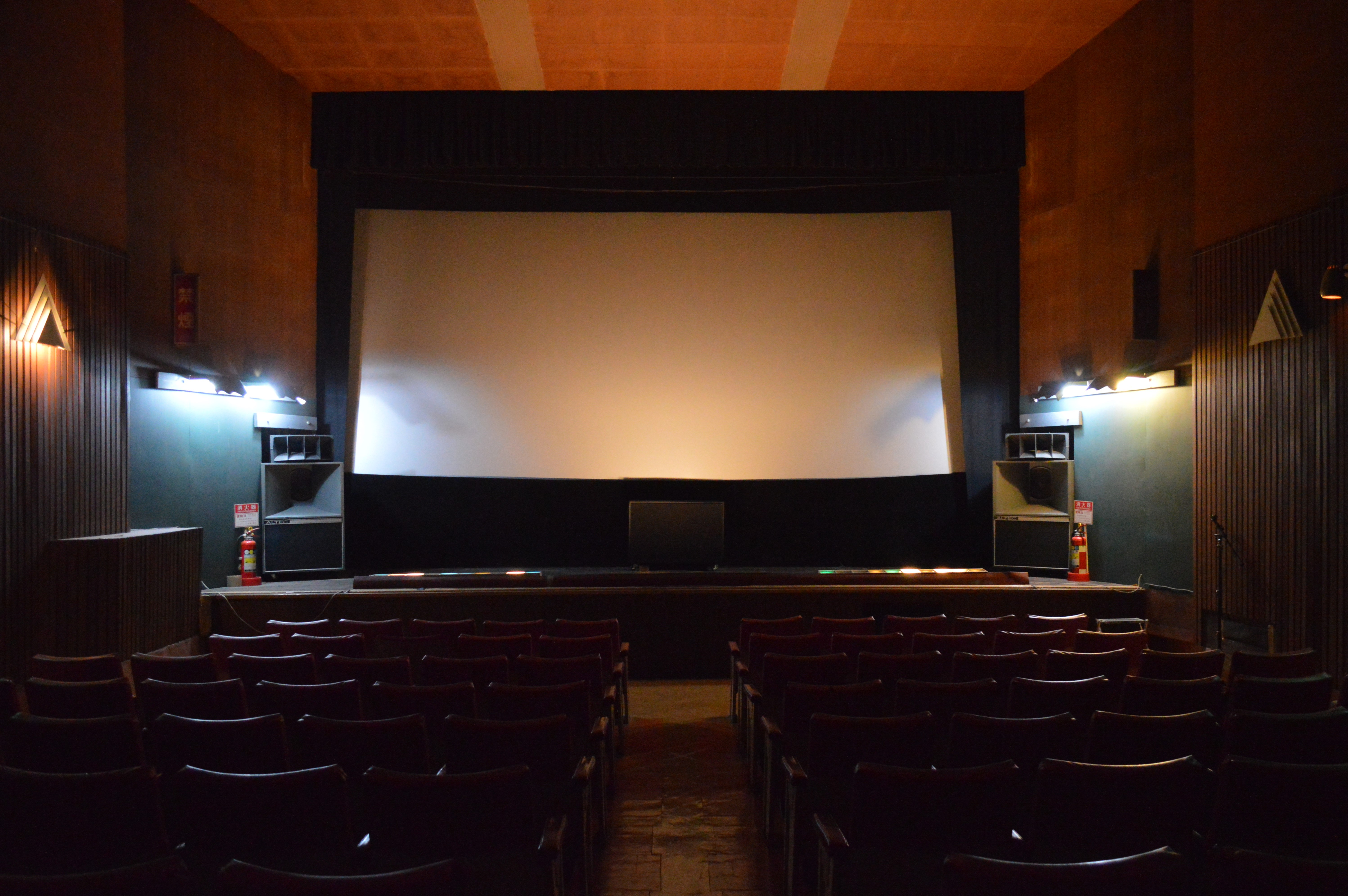
あたご劇場

- 二十四の瞳映画村・ギャラリー松竹座映画館（小豆島町）

愛媛県
- シネマルナティック（松山市）

高知県
- あたご劇場（高知市）

### 九州地方
福岡県
- KBCシネマ（福岡市）
- kino cinéma 天神（福岡市）[82]

佐賀県
- シアター・シエマ（佐賀市）
- THEATER ENYA（唐津市）

長崎県
- 長崎セントラル劇場（長崎市）

熊本県
- Denkikan（熊本市）

大分県
- シネマ5（大分市）
- 日田シネマテーク・リベルテ（日田市）
- 玉津東天紅（豊後高田市）

宮崎県
- 宮崎キネマ館（宮崎市）

鹿児島県
- ガーデンズシネマ（鹿児島市）
- リナシアター（鹿屋市）

沖縄県
- 桜坂劇場（那覇市）

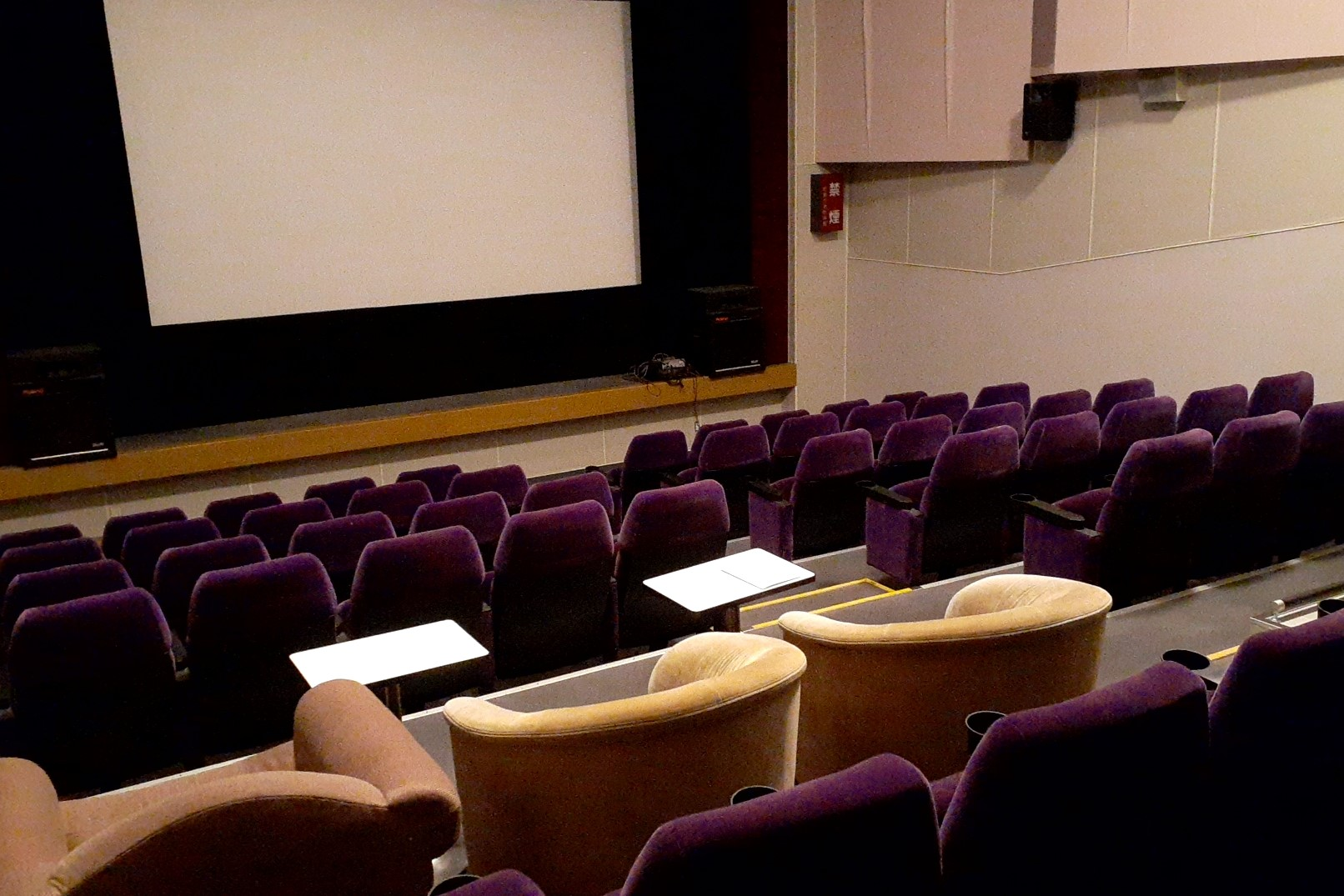
シアター・シエマ

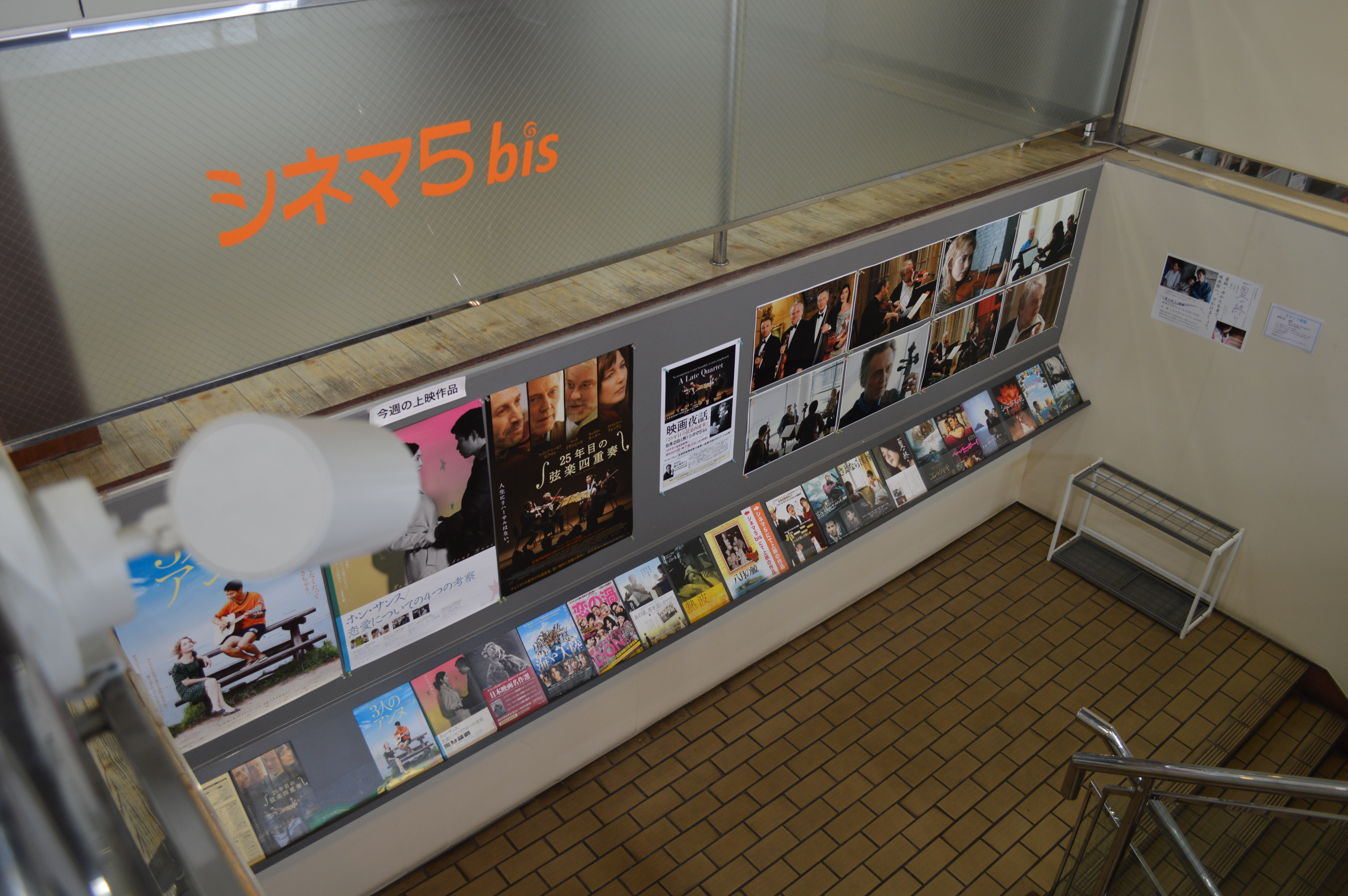
シネマ5

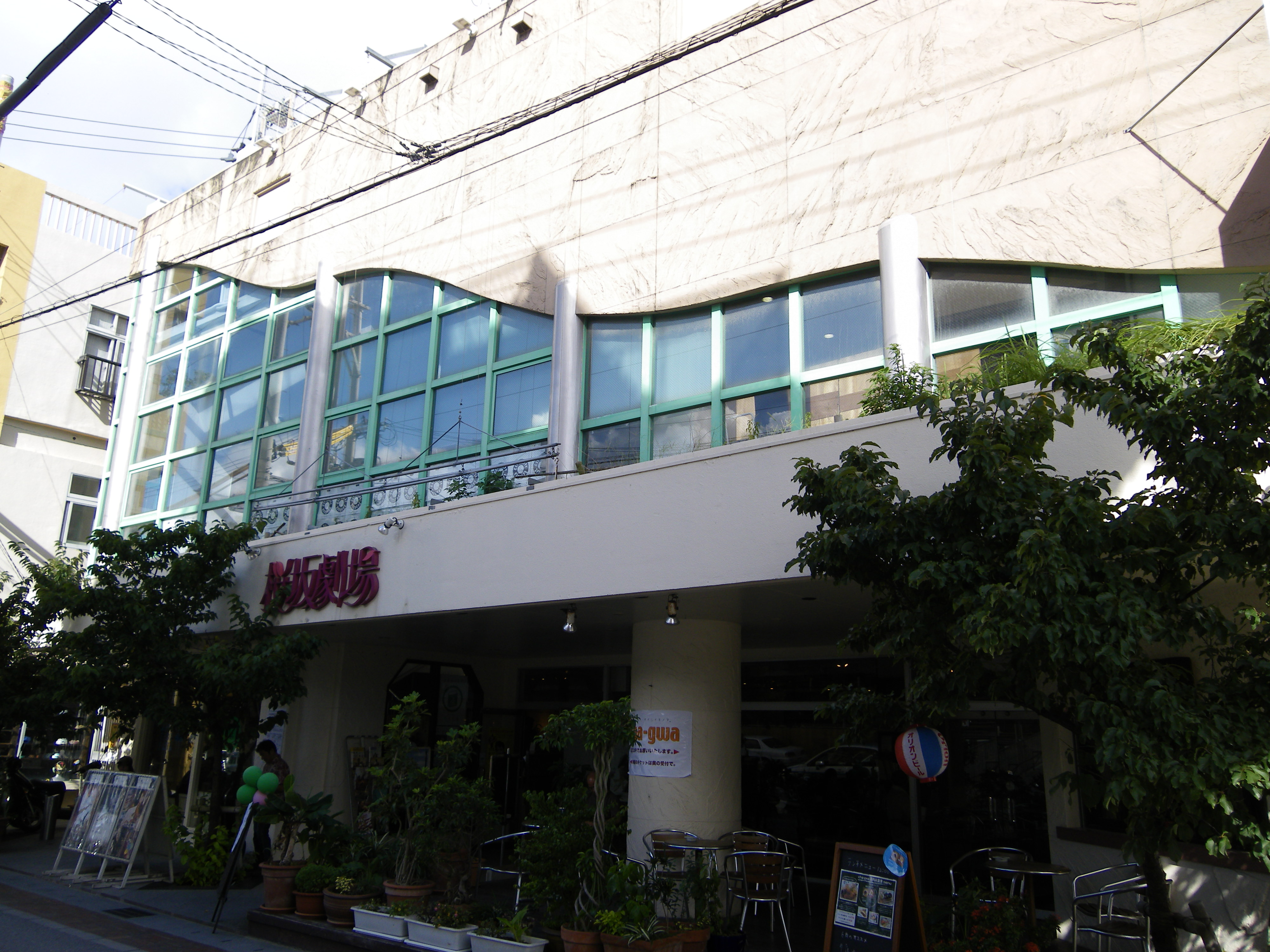
桜坂劇場

- シネマパレット（那覇市）※國場組系列のスターシアターズが運営。
- シネマプラザハウス（沖縄市）※國場組系列のスターシアターズが運営。

### 閉館したミニシアター
1999年閉館
- シネ・ヴィヴァン・六本木（東京都港区）
- シネマ・ヴェリテ（大阪府大阪市）※「ACTシネマ・ヴェリテ」→「シネ・ヌーヴォ梅田」と改称を経て閉館。

2001年閉館
- テアトル甲府（山梨県甲府市）

2003年閉館
- 京都朝日シネマ（京都府京都市）

2006年閉館
- 月岡シネマ（秋田県大仙市）

2008年閉館
- 渋谷シネ・ラ・セット（東京都渋谷区）
- シネマアートン下北沢（東京都世田谷区）

2009年閉館
- テアトルタイムズスクエア（東京都新宿区）
- 津大門シネマ（三重県津市）

2010年閉館
- シネカノン有楽町1丁目（東京都千代田区）
- 渋谷シアターTSUTAYA（東京都渋谷区）
- 滋賀会館シネマホール（滋賀県大津市）

2011年閉館
- シネセゾン渋谷（東京都渋谷区）
- シネマ・アンジェリカ（東京都渋谷区）
- 池袋テアトルダイヤ（東京都豊島区）
- 高槻セレクトシネマ（大阪府高槻市）

2012年閉館
- シアターN渋谷（東京都渋谷区）
- ゴールド劇場・シルバー劇場（愛知県名古屋市）
- テアトル徳山（山口県周南市）[83]

2013年閉館
- 銀座テアトルシネマ（東京都中央区）
- 新京極シネラリーベ（京都府京都市）

2014年閉館
- 蠍座（北海道札幌市）
- シネマスクエアとうきゅう（東京都新宿区）
- 梅田ガーデンシネマ（大阪府大阪市）※跡地はシネ・リーブル梅田が増床分として使用
- 千里セルシーシアター（大阪府豊中市）

2016年閉館
- シネマライズ（東京都渋谷区）
- シネクイント（東京都渋谷区）
- みやこシネマリーン（岩手県宮古市）
- フォルツァ総曲輪（富山県富山市）

2017年閉館
- 立誠シネマ（京都府京都市）
- ブリリア・ショートショートシアター（神奈川県横浜市）

2018年閉館
- 十日町シネマパラダイス（新潟県十日町市）
- 横浜ニューテアトル（神奈川県横浜市）

2019年閉館
- ココロヲ・動かす・映画館〇（東京都武蔵野市）
- キノシタホール（愛知県名古屋市）

2020年閉館
- 鶴岡まちなかキネマ（山形県鶴岡市）
- ユジク阿佐ヶ谷（東京都杉並区）
- アイシネマ今治（愛媛県今治市）
- シネ・リーブル神戸アネックス（兵庫県神戸市）※旧・神戸朝日ホール。2017年より2020年までシネ・リーブル神戸アネックスとして運営[84][85]。2023年に再び神戸朝日ホールとしてリニューアルオープン[86]。
- アイシネマ今治（愛媛県今治市）

2021年閉館
- アップリンク渋谷（東京都渋谷区）

2022年閉館
- 岩波ホール（東京都千代田区）[87]
- テアトル梅田（旧）（大阪府大阪市）[88]
- ギンレイホール（東京都新宿区）

2023年閉館
- 八戸フォーラム（青森県八戸市）
- 名演小劇場（愛知県名古屋市）[89]
- 京都みなみ会館（京都府京都市）[90]
- 名古屋シネマテーク（愛知県名古屋市）

2024年閉館
- シネマート心斎橋（大阪府大阪市）[91][92]

2025年閉館
- 大須シネマ（名古屋市）